# Fraijanes
Fraijanes (de la frase castellana frailes Juanes) es un municipio del departamento de Guatemala, ubicada en el área central de la República de Guatemala y hacia el sur del área capitalina. El distrito municipal es Fraijanes, localizado a 28 km de la Ciudad de Guatemala y a una altitud de 6500 pies sobre el nivel del mar. El acceso a la cabecera municipal se encuentra por el km 18.5 de la carretera hacia El Salvador.
El municipio de Fraijanes fue establecido en 1924 por orden del presidente de facto de la república, general José María Orellana. Antes de eso, Fraijanes formaba parte del que en ese entonces era el departamento de Amatitlán; en 1924 parte del territorio de Santa Catarina Pinula fue segregado para formar el municipio de Fraijanes. Actualmente Fraijanes se ubica dentro de las 20 ciudades más importantes de Guatemala.

## Demografía
La mayor parte de sus habitantes son Ladinos y tiene una minoría de Indígenas.
La población, según el censo del 2018, era de 60.288 habitantes; con 52% de hombres y 48% de mujeres, en donde el 25% habita en el área rural y el 75% en el área urbana.
La población en este municipio es joven, ya que se encuentra en un 35%  de edades comprendidas entre los 0 y 19 años de edad, y, en un 49% de 20 a 49 años, siendo mínimo el porcentaje de la población de adultos mayores. En cuanto a la población indígena, se estima que se encuentra en un 4% compuesta por integrantes de diferentes étnicas.
Los centros de mayor convergencia población son en su orden:
1. La cabecera municipal de Fraijanes
2. Aldea El Cerrito
3. Aldea Puerta del Señor
4. Caserío Concepción Rabanales[5]

Todos los datos anteriores fueron proporcionados por el censo del año 2010, realizado por el Instituto Nacional de Estadística, que debido a la falta de un censo posterior, es la única fuente oficial de información con que se dispone actualmente.

## División política

### Ordenamiento territorial

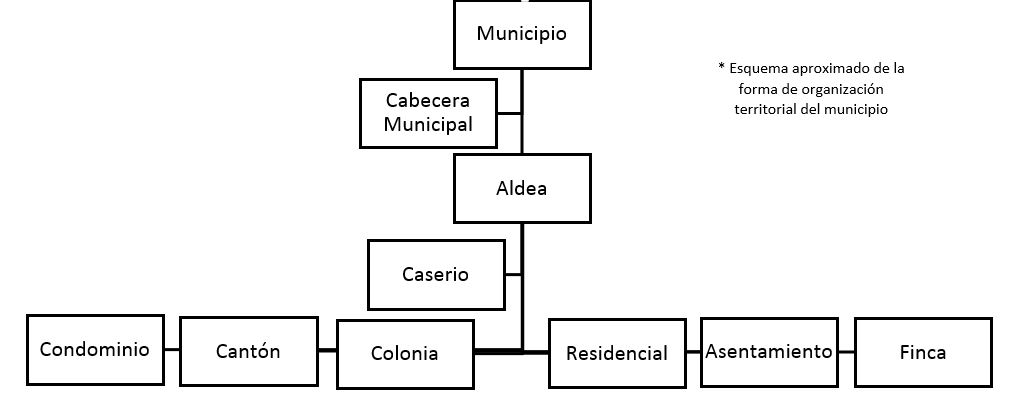
Aproximación básica a la división territorial, según "jerarquía espacial y administrativa"

El Código Municipal Decreto número 12-2012 del Congreso de la República de Guatemala, establece en su artículo 4 que un municipio puede dividirse en las siguientes formas de ordenamiento territorial: 1. Cabecera municipal, 2. Aldea, 3. Caserío, 4. Paraje, 5. Cantón, 6. Barrio, 7. Colonia, 8. Lotificación, 9. Parcelamiento urbano o agrario, 10. Microrregión, 11. Finca y 12. Las formas propias de ordenamiento territorial de los pueblos indígenas. e inclusive las demás formas de ordenamiento territorial que defina el Consejo Municipal, conforme el artículo 22 del mencionado Código.
Por lo que corresponde al Consejo Municipal determinar la división territorial administrativa del municipio, sea porque conviene a los intereses de desarrollo del mismo o a solicitud de los vecinos. Para ello se deben observar las normas de urbanismo y desarrollo propias, los principios de des-concentración y des-centralización local.
La modificación de la categoría de un poblado lo establece el Consejo Municipal a través de un Acuerdo, pero antes de su emisión debe obtener dictamen favorable de la Oficina Municipal de Planificación, del instituto Nacional de Estadística y del Instituto de Fomento Municipal. Tal Como lo establece el artículo 22 del código municipal.

#### Importancia o jerarquía territorial
Realmente no existe una categoría jerárquica entre las formas de ordenamiento territorial que elija el Consejo Municipal, es decir, que esta división generalmente se establece de acuerdo a los planes de ordenamiento territorial que se consideren más adecuados para cumplir los fines de desarrollo y administración más eficiente.
Sin embargo, el Código Municipal establece una especie de categorías en la división territorial, puesto que para algunas formas exige que se cumplan con ciertos requisitos para poder elevar un poblado de una categoría a otra, entre ellos, los mencionados dictámenes de otras instituciones públicas, que requiere el artículo 22 del código municipal. Por lo que aunque se trata de una facultad del Consejo Municipal el decidir la categoría de un poblado, dicha decisión no puede ser arbitraria pues debe cumplirse con los requisitos de ley y además obtener opinión favorable de las instituciones mencionadas.

#### Cabecera Municipal
De acuerdo con el análisis del Código Municipal, se puede establecer que la Cabecera Municipal, denominada "Distrito Municipal", es la circunscripción territorial en la que ejercer su autoridad el Consejo Municipal. Por lo que se puede presumir que se trata de la categoría más importante en relación con la división geográfica administrativa, pues se trata, por ejemplificar, de la capital del municipio.
La cabecera del municipio, de acuerdo a lo que establece el código municipal decreto 12-2002 en su artículo 23, es: "(...) el centro poblado donde tiene su sede la municipalidad". La sede de la municipalidad en el municipio de Fraijanes es el poblado del mismo nombre: "Fraijanes". El palacio municipal se ubica en la primera avenida 1-15 de la cabecera municipal.

#### Aldeas y Caseríos
Entre otras formas de ordenamiento territorial más importantes están: "La Aldea" y "El Caserío".  Los requisitos para que un poblado pueda ser elevado a la categoría de aldea los establece el artículo 23 bis del Código Municipal, entre estos, por mencionar algunos, se encuentran: que tenga una población entre 5000 a 9999 habitantes, un cementerio, parque, centro de salud o farmacia, calles, alfabetismo del 25% de su población, drenajes, parque o plaza, alumbrado público en un 75% del lugar, escuela de educación primaria, agencia bancaria, entre otros.
Los requisitos para que un poblado se constituya como Caserío son menores a los del municipio, tanto en cantidad como en calidad, puesto que el mismo artículo 23 del mencionado código requiere: una población de entre 2000 a 4999 habitantes, alfabetismo del 10% de su población, red de drenajes, abastecimiento de agua potable, alumbrado público en por lo menos 25% del lugar.
| Nombre                       | Significado del nombre y breve historia |
| ---------------------------- | --- |
| Aldea Puerta del Señor       | Su nombre o topónimo tiene relación con la fe católica. En la de aldea existió un comité de la hermandad de Jesús Nazareno, a quien se veneraba solemnemente durante la Semana Santa. Cada mañana los rayos del sol frente a la puerta de Jesús son más brillosos, refulgentes y ardientes, según platican los feligreses. En una mañana de Viernes Santo ven aparecer la silueta del Señor, en la puerta principal. |
| Aldea El Cerrito             | Su nombre se debe a la elevación de la tierra que se sitúa en el lugar, sur este, es considerado como un pequeño volcán; siendo uno de los cuatro pequeños volcanes que tiene la geografía de Fraijanes además están: El Cubilete, El Cerro de Dolores, y El Chocolate. |
| Aldea Los Verdes             | Durante la conquista de Centro América por los españoles, año 1528, un escuadrón de soldados provenientes del oriente de Guatemala, conducido por el capitán de infantería, Manuel de Jesús González, vieron una extensa llanura, rodeada de grandes bosques, indicando el comandante español “descansaremos en esa pradera verde, muy verde”; por lo que cuando transitaban por el lugar siempre mencionaban vamos a Los Verdes. |
| Aldea Canchón                | Su nombre se relaciona con la constitución terrestre e histórica, en el Este, en donde actualmente se ubica la residencial Las Alturas y la finca Santa Isabel se aprecia una peña alta y enorme que también se le denomina cancho, peñasco grande. Durante la administración de la Hacienda Dolores el fraile Martín Barroso bautizo a este lugar como El Canchón, julio de 1767. |
| Aldea Lo de Dieguez          | |
| Colonia Pavón                | Mariano Rodríguez, en un viaje a Argentina, conoció al general Mitre, el 17 de septiembre de 1861. Mitre había triunfado en la batalla de Pavón, acción bélica entre el ejército de la confederación Argentina y el de la provincia de Buenos Aires. Mariano Rodríguez nombró la localidad Pavón en honor a la gesta de Mitre. |
| Caserío Concepción Rabanales | Esta comunidad que se ubica frente a la carretera interamericana en las riveras del río Aguacapa, ha tenido diferentes nombres: en 1762 era conocida como «Los Guajes», por una plantación de árboles leguminosos de frutos como las calabazas o ayotes. |
| Caserío El Chocolate         | Su nombre es por costumbrismo, derivado de la dulce y deliciosa bebida del cacao, loa mayas la consideraban como una de sus bebidas sagradas. Sucede que Don Manuel Rodrigo Álvarez Alonso, el mayor propietario de esas tierras, año 1790, conocido como la finca Álvarez, resulta que este señor era dueño de otras propiedades en Santa Lucía Cotzumalguapa, teniendo una plantación de cacao, fruto que vendía en los mercados y a los comerciantes particulares. Se convirtió en una tradición de cada fin de semana, el ir a beber el chocolate, al recibir los sueldos, por las tardes del sábado, acostumbrándose a decir «vamos al Chocolate». |
| Caserío San Arturo           | Caserío ubicado entre montañas, de reciente fundación era parte de la finca que actualmente recibe el nombre de Santa Lucía, los terrenos fueron donados a los antiguos campesinos que trabajaron con don Arturo Molina quien hace honor a su nombre, Valle de San Arturo. |
| Caserío Las Crucitas         | Un escuadrón del ejército español quedó sorprendido al pasar por un cementerio, 1531, las tumbas a flor de tierra, un área amarillenta y con olor desagradable, por la flor de muerto plantada, muchas cruces pequeñas, por lo apreciado se puede ubicar |
| Caserío Don Justo            | Don Justo es un poblado que cuenta con características especiales en cuanto a su ubicación debido a su posición geográfica, parte de su territorio es de Santa Catarina Pínula, por ello se considera aldea de tal municipio, además se encuentra en los límites de la carretera que conduce a San José Pínula, pero también parte de su territorio está ubicado en Fraijanes, por lo que dicha porción se considera como caserío de Fraijanes. Este poblado es inclusive más antiguo que el Municipio de Fraijanes, puesto que desde la época de 1700 existen documentos que le mencionan como poblado.                                                |
| Cantón La Ceiba              | Forma parte de la aldea de Puerta del Señor, no tiene la jerarquía geográfica administrativa de un caserío pero debido a que existen pocos poblados denominados "Cantones", merece tenerle presente. |

#### Otras formas de ordenamiento territorial
El Código Municipal decreto 12-2002, establece tanto en el artículo 4 y 23 ter, otras formas de división administrativa del municipio, como paraje, cantón, barrio, zona, colonia, distrito, lotificación, asentamiento urbano o agrario, finca, etc.  dichas formas corresponde al Consejo Municipal el determinarlas, es decir que son las autoridades del municipio las que establecen cuando se consideran una u otra para un poblado, a diferencia de la aldea y el caserío que requieren condiciones especiales para ser tales.
Lo que no permite el Código Municipal, tal como lo establece el artículo 23 ter, es considerar como categoría a la denominación de Ciudad O Villa, pues establece que dichos términos solo serán usados para denominar a la cabecera del municipio, pero que no puede establecerse una categoría con fines de elevación territorial, porque no están contemplados dentro de las entidades locales en que el municipio se divide.

##### Finca, lotificación colonia y asentamiento
Antes de que se diera la expansión urbana en el municipio, era común el utilizar la categoría de "Finca", esto se realizaba por costumbre más que por disposición municipal, dada la naturaleza agraria del territorio existían varios territorios dedicados al cultivo de productos agrícolas, aunque existen aun varios territorios en dicha categoría. Cómo por ejemplo finca el Maguey. 
También es común en Fraijanes la división territorial en la categoría de "Lotificación", pero en el municipio se utiliza con mayor frecuencia la denominación "Residencial", sin embargo, se trata de dicha categoría. Generalmente en dichos territorios se dedica casi de forma exclusiva a la habitación o residencia y en su mayoría son lugares que habitan los habitantes de clase media o alta, puesto que son sitios con un alto costo de arrendamiento o compra, pero en contrapartida a su precio cuentan con servicios privados de seguridad, agua potable, extracción de basura, entre otros.
A su vez también se utiliza la categoría de "Colonia", "Barrio" o "Asentamiento", generalmente en tal categoría se encuadran los territorios en donde habita la población de clase baja o de menores recursos económicos, aunque no es una regla general. Habitar en dichos territorios tiene un costo más bajo, pero en contrapartida se depende de servicios públicos de seguridad, agua potable, entre otros.
| División                 | Listado |
| ------------------------ | --- |
| Residenciales            | - Los Diamantes - San Antonio - Héroes de Arrazola - Bosque Escondido - Casa y Campo - El Tajín - Lazos de Fraijanes - Cumbres de la Arboleda - Bouganvilias de Arrazola - Lomas de Terravista - La Fontana - Bosques de Arrazola |
| Residenciales            | - Cañadas de Arrazola - Entre Bosques - Llanos de Arrazola - Villas de Picasso |
| Fincas                   | - Alegría - Buenos Aires - Colombia - El Faro - El Modelo - Crucita San Fernando - El Pensamiento II - El Chocolate - El Reiscal - El Retiro - El Tirol - Graciela - La Floresta - Las Crucecitas - Las Delicias - Las Flores - Las Maravillas - Las Perlas - Monte Bello - Rancho Verde - San Andrés Bella Vista - Santa Gertrudis - Santa Isabel - Santa Lucía - Santa Margarita - Virginia - Finca el Maguey. |
| Colonias                 | - Arrazola I - Arrazola II - Arrazola Panomarama - Colonias de Andalucía - Coventry - Entre Flores - San Francisco Pavón - Vilaverde I - Vilaverde II |
| Asentamientos - La Ceiba | |

## Geografía física

### Clima
La cabecera municipal de Fraijanes tiene clima templado (Clasificación de Köppen: Cwb).
| Parámetros climáticos promedio de Fraijanes | Parámetros climáticos promedio de Fraijanes | Parámetros climáticos promedio de Fraijanes | Parámetros climáticos promedio de Fraijanes | Parámetros climáticos promedio de Fraijanes | Parámetros climáticos promedio de Fraijanes | Parámetros climáticos promedio de Fraijanes | Parámetros climáticos promedio de Fraijanes | Parámetros climáticos promedio de Fraijanes | Parámetros climáticos promedio de Fraijanes | Parámetros climáticos promedio de Fraijanes | Parámetros climáticos promedio de Fraijanes | Parámetros climáticos promedio de Fraijanes | Parámetros climáticos promedio de Fraijanes |
| Mes                                         | Ene.                                        | Feb.                                        | Mar.                                        | Abr.                                        | May.                                        | Jun.                                        | Jul.                                        | Ago.                                        | Sep.                                        | Oct.                                        | Nov.                                        | Dic.                                        | Anual                                       |
| ------------------------------------------- | ------------------------------------------- | ------------------------------------------- | ------------------------------------------- | ------------------------------------------- | ------------------------------------------- | ------------------------------------------- | ------------------------------------------- | ------------------------------------------- | ------------------------------------------- | ------------------------------------------- | ------------------------------------------- | ------------------------------------------- | ------------------------------------------- |
| Temp. máx. media (°C)                       | 23.2                                        | 24.2                                        | 25.8                                        | 26.3                                        | 25.7                                        | 24.1                                        | 24.2                                        | 24.5                                        | 23.8                                        | 23.4                                        | 23.0                                        | 22.9                                        | 24.3                                        |
| Temp. media (°C)                            | 17.7                                        | 18.3                                        | 19.5                                        | 20.3                                        | 20.3                                        | 19.7                                        | 19.6                                        | 19.7                                        | 19.4                                        | 19.1                                        | 18.2                                        | 17.7                                        | 19.1                                        |
| Temp. mín. media (°C)                       | 12.2                                        | 12.5                                        | 13.2                                        | 14.3                                        | 15.0                                        | 15.3                                        | 15.1                                        | 14.9                                        | 15.0                                        | 14.8                                        | 13.5                                        | 12.5                                        | 14                                          |
| Precipitación total (mm)                    | 5                                           | 3                                           | 10                                          | 30                                          | 203                                         | 321                                         | 245                                         | 247                                         | 316                                         | 180                                         | 37                                          | 13                                          | 1610                                        |
| Fuente: Climate-Data.org                    |                                             |                                             |                                             |                                             |                                             |                                             |                                             |                                             |                                             |                                             |                                             |                                             |                                             |

### Ubicación geográfica
El municipio se encuentra situado en la parte sur del departamento de Guatemala, en la región metropolitana y tiene una extensión de 95,48 km² y se encuentra ubicado a una altitud de 1630 msnm (metros sobre el nivel del mar). La cabecera municipal es el poblado de Fraijanes, que se encuentra a veintiocho kilómetros de la Ciudad de Guatemala.
Sus colindancias son:
- Norte y noreste: Santa Catarina Pinula, municipio del departamento de Guatemala
- Sur y sureste: Barberena, municipio del departamento de Santa Rosa
- Este:
  - San José Pinula, municipio del departamento de Guatemala
  - Barberena, municipio del departamento de Santa Rosa
- Oeste: Villa Canales, municipio del departamento de Guatemala[7]

|                      | Norte: Santa Catarina Pinula | Nordeste: San José Pinula       |
| Oeste: Villa Canales |                              | Este: San José Pinula Barberena |
|                      | Sur: Barberena               | Sureste: Barberena              |

## Historia

### Época colonial

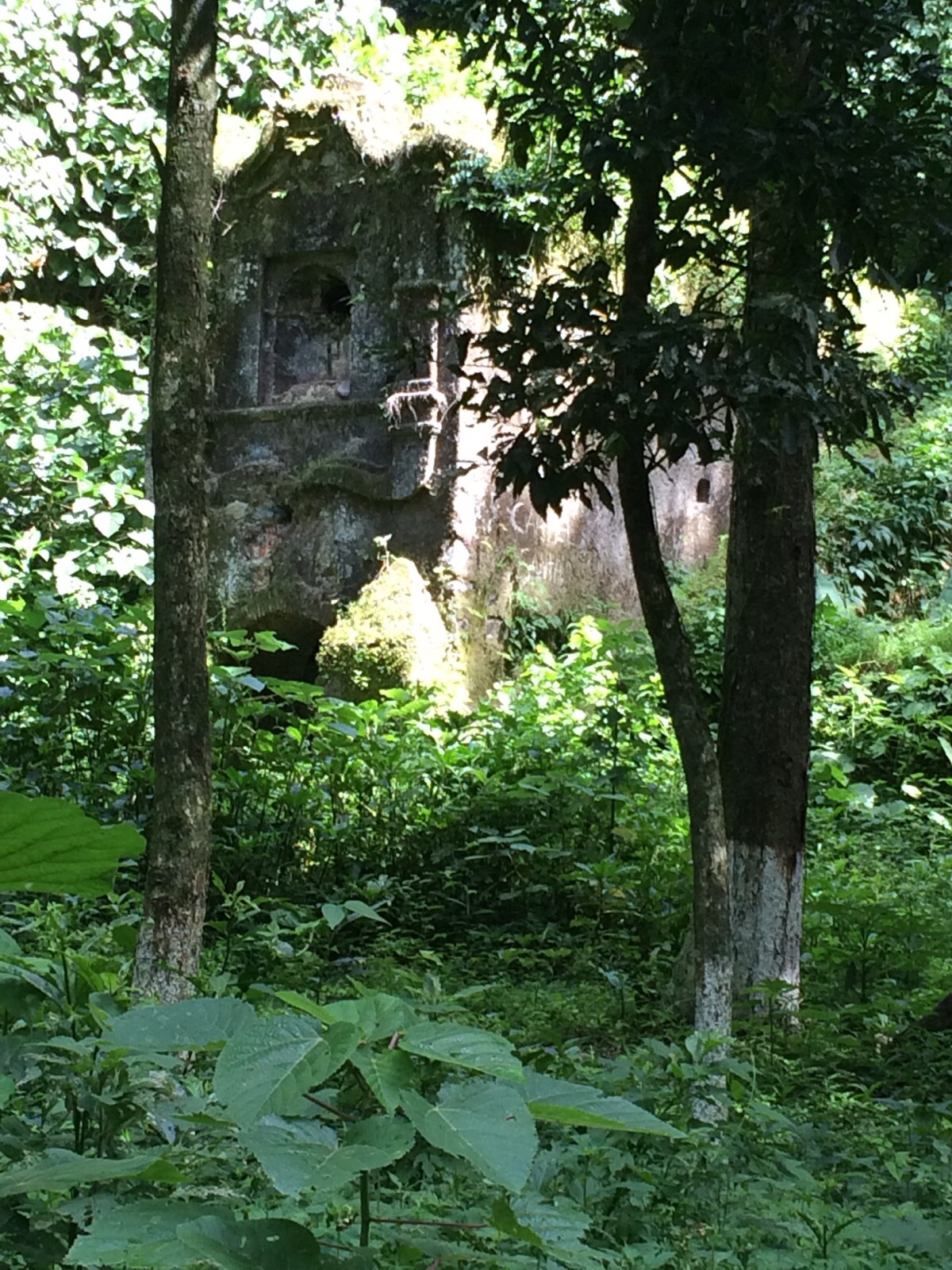
Ruinas de la hacienda jesuítica en Fraijanes.

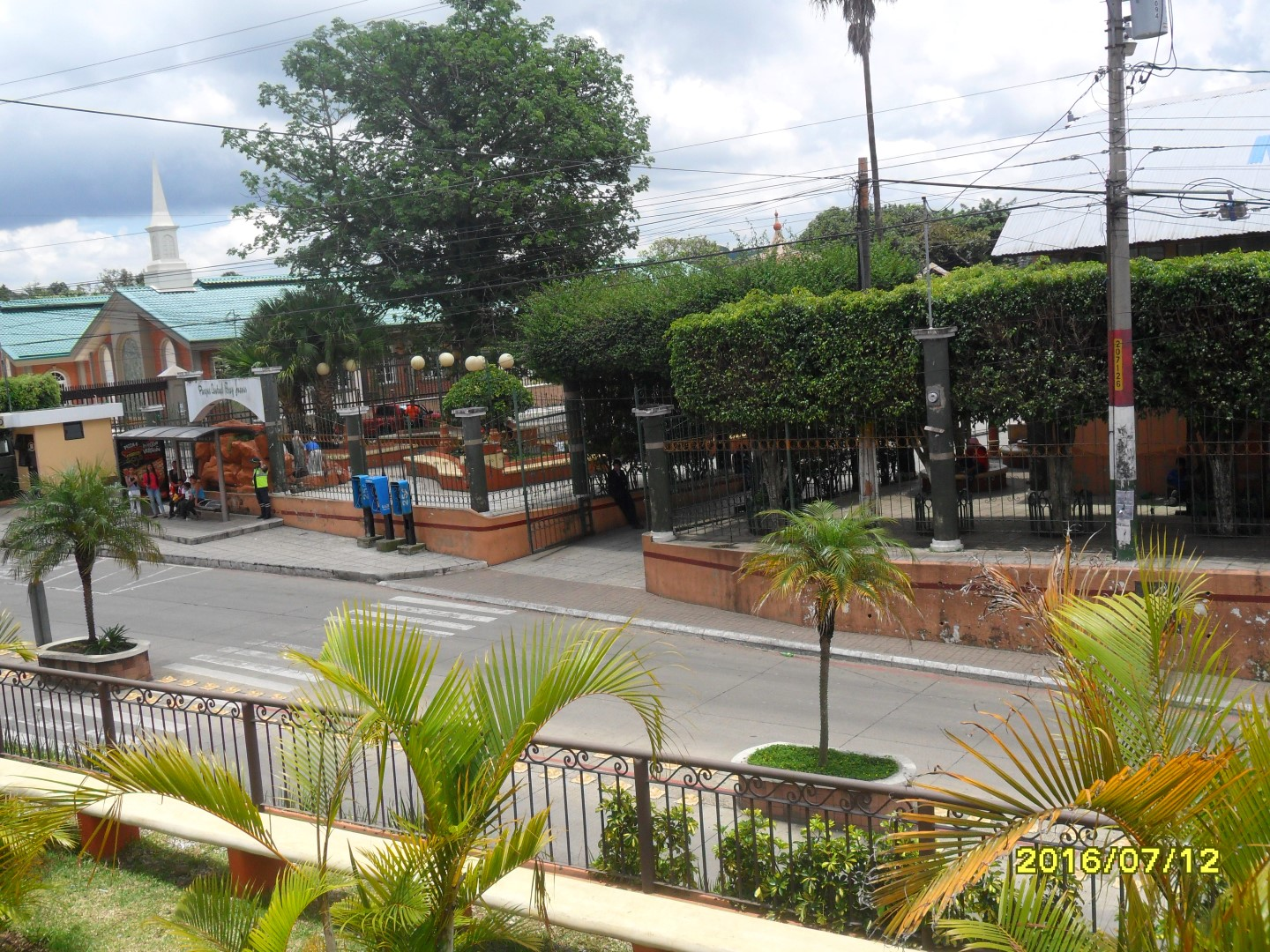
Vista frontal del parque municipal.

En 1646, el territorio que ocupa el moderno municipio de Fraijanes habría sido entregado a una doctrina de sacerdotes jesuitas; no hay evidencias religiosas en las fachadas de las ruinas que sobrevivieron, lo que dificulta que las mismas se puedan ligar a una orden regular específica, pero la obra de Cortés y Larraz sugiere que el territorio había sido encargado a la Compañía de Jesús. Otra versión sugiere que se las ruinas corresponden a la casa patronal de una hacienda, lo que explicaría la existencia de un túnel que conecta la casa principal con el oratorio.
Sobre estas ruinas han surgido varias leyendas, siendo la principal la de «La Cueva del Negro» que relata que un esclavo africano habría escapado y se habría escondido en la estructura abandonada.  Originalmente se dedicaba a cultivar maíz y a cazar animales silvestres; sin embargo, conforme pasó el tiempo la vida de ermitaño le habría afectado sus facultades mentales y terminó perdiendo la razón y convirtiéndose en caníbal. Habría aterrorizado a los habitantes del lugar, hasta que un campesino local lo asesinó.
El arzobispo Pedro Cortés y Larraz, escribió en su obra "Descripción Geográfica Moral De La Diócesis de Guatemala", que después de que los jesuitas fueron expulsados de las colonias españolas en 1767, dejaron abandonada su hacienda en el área que ocupa el moderno Fraijanes, la cual fue adjudicada a dos curas seculares, Juan Milán y Juan Álvarez -quienes eran coadjutores del Curato Parroquia de la Ermita-. Estos frailes se ganaron el aprecio de la población, ya que se preocuparon por velar por su bien espiritual y se identificaron con la gente de los poblados cercanos.  En 1860 la región fue bautizada con el nombre de «Frailes Juanes», cuyo nombre degeneró en «Fray Juanes», para finalmente quedar en «Fraijanes».

### Época independiente

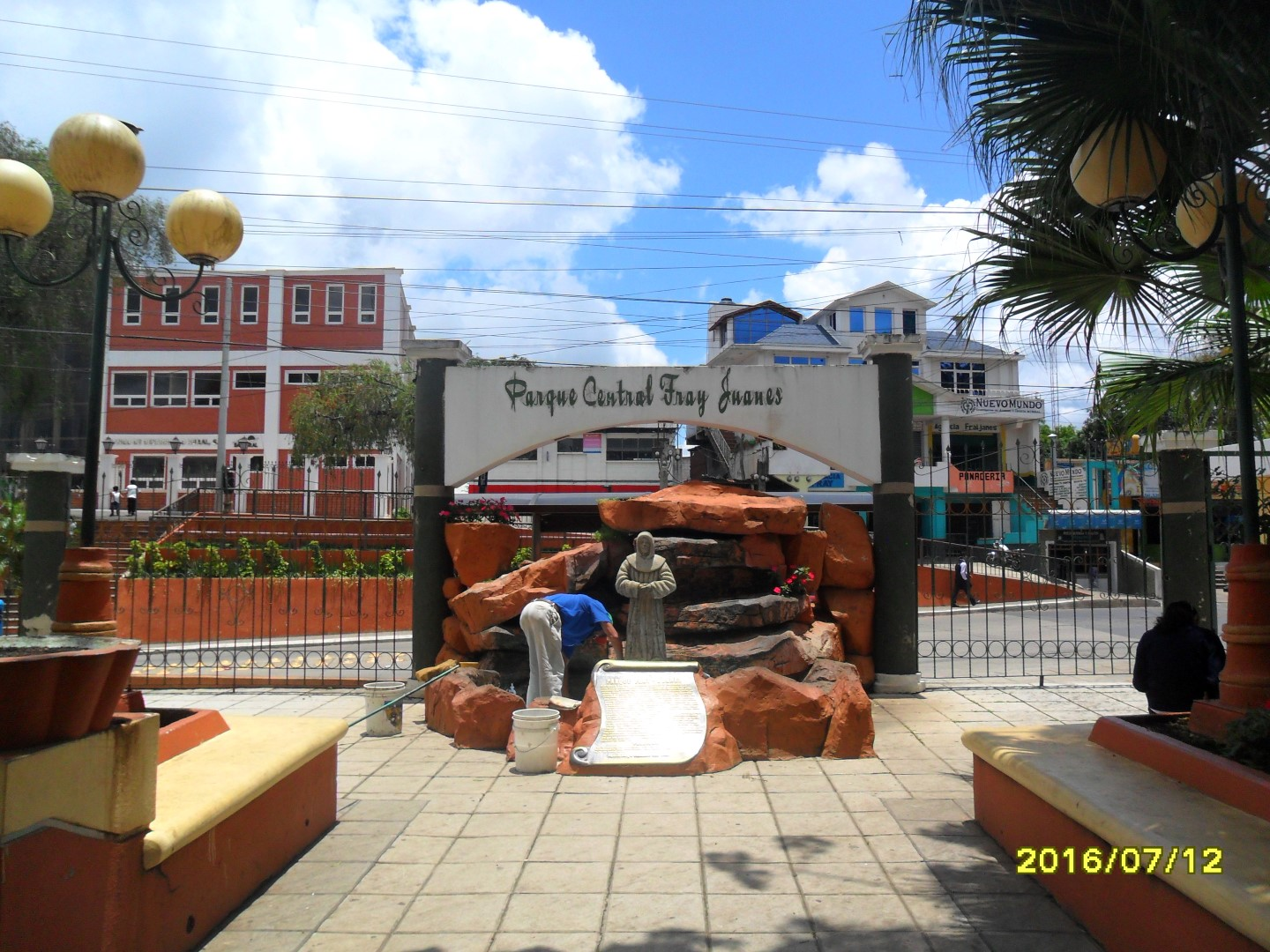
Estatua de Fray Juanes en el interior del parque.

Tras la Independencia de Centroamérica en 1821, la constitución del Estado de Guatemala promulgada el 11 de octubre de 1825 estableció los circuitos para la administración de justicia en el territorio del Estado; allí se menciona que Arrazola —principal hacienda de Fraijanes— pertenía al circuito Sur-Guatemala junto con los barrio de las parroquias de Santo Domingo y de Los Remedios en la Ciudad de Guatemala, y los poblados de San Pedro Las Huertas, Ciudad Vieja, Guadalupe, Pinula, Mixco, los Petapas, Villa Nueva y Amatitlán.
El 18 de mayo de 1892 se dispuso la formación de un censo general de la República, por lo que en fechas posteriores se realizó un trabajo para compilar la demarcación política de Guatemala.  En esa época, existía el departamento de Amatitlán y pertenecía a la región sur del país, mientras que el departamento de Guatemala era parte de la región Norte; Fraijanes era parte del departamento de Amatitlán, pero por entonces solamente tenía la categoría de aldea, y formaba parte del municipio de San Miguel Petapa, del departamento de Amatitlán.
Según el censo de 1892, los caseríos Los Verdes y Puerta del Señor y las aldeas El Cerrito y Rabanales eran parte del municipio de San Miguel Petapa, mientras que Lo de Diéguez, Canchón, Pavón y Arrazola pertenecían al municipio de Santa Catarina Pinula.
Mediante acuerdo gubernativo del 4 de mayo de 1912, el gobierno del licenciado Manuel Estrada Cabrera segregó a la aldea Fraijanes del municipio de San Miguel Petapa y la anexó al municipio Pueblo Viejo, junto con las aldeas de Canchón y Los Verdes.

### Terremoto de 1913
El día sábado 8 de marzo de 1913 un terremoto de magnitud 6.4 azotó al territorio de Santa Rosa, destruyendo a la cabecera departamental, Cuilapa. Tanto el terremoto inicial como las réplicas destruyeron muchas casas, escuelas e incluso la catedral y la prisión, con una considerable cantidad de víctimas mortales; similar destrucción sufrieron las localidades de Cerro Redondo, Llano Grande y El Zapote, las cuales también sufrieron daños considerables.  También fueron dañados seriamente los poblados de Fraijanes, Pueblo Nuevo Viñas, Coatepeque y Jalpatagua. En el área del epicentro, el terremoto provocó derrumbes y bloqueo de caminos y carreteras, e incluso se reportó una larga grieta que se formó en el Cerro Los Esclavos.

### Cambio de nombre a «San Joaquín Villa Canales»
El 23 de septiembre de 1915 los aduladores del presidente Estrada Cabrera le cambiaron el nombre a Pueblo Viejo, por el de San Joaquin Villa Canales, en honor a la difunta madre del presidente, Joaquina Cabrera, algo que era muy común durante los veintidós años del gobierno del licenciado Estrada Cabrera. Hasta que Estrada Cabrera estuvo preso luego de su derrocamiento, el presidente Carlos Herrera y Luna emitió un acuerdo gubernativo, con fecha del 3 de mayo de 1920, que ordenó suprimir los nombres del dictador y de sus familiares de cualquier lugar que los tuvieran; así, San Joaquín Villa Canales pasó a llamarse sencillamente Villa Canales.
La aldea de Fraijanes fue elevada a la categoría de municipio el 12 de julio de 1924, por acuerdo gubernativo del presidente general José María Orellana.  Dicho en su parte considerativa establecía: «Con vista a la solicitud presentada por los habitantes de Fraijanes, departamento de Amatitlán, relativa a que se erija en municipio a la mencionada aldea, y apareciendo de la información seguida al efecto, que son justos y atendibles los motivos en que la fundan ...]».  Asimismo, se estableció que el distrito jurisdiccional del nuevo municipio estaría formado : «[...] de las aldeas y haciendas de: El Cerrito, Los Verdes, Bella Vista, Rabanales, Los Guajes, La Joya, Lo de Diéguez, Canchón, Rincón Cruces, Graciela, Santa Isabel, El Faro, La Esperanza, Las Brisas, San Antonio, Arrazola, Las Delicias, Colombia, San Gregorio, San Andrés, Santa Margarita, El Porvenir, El Retiro y Cerro Dolores [...]. De hecho, gran parte de los territorios del nuevo municipio tuvieron que se segregados de los municipios de Villa Canales, Santa Catarina Pinula y San José Pinula.
El 23 de abril de 1925 Fraijanes fue segregado del departamento de Amatitlán para pasar a formar parte de la jurisdicción del departamento de Guatemala.

## Economía
En décadas anteriores al año 2010, la economía del municipio se basaba en su mayoría en la agricultura, siendo muy famosa por el cultivo del grano de café y frijol, entre otros. con el crecimiento de la población ocurrido a raíz de la migración de familias provenientes de otros municipios cercanos y del interior de la República, se generó una explosión comercial importante que trajo consigo grandes proyectos comerciales, por lo que en el municipio operan comercios grandes, medianos y pequeños dedicados a la compraventa de mercancías y servicios muy variados como productos de ferretería, construcción, alimentos, gimnasios, salas de cine, entre otros, lo cual propicio que gran parte de la población joven del municipio se dedique a trabajar en los diferentes comercios que operan en el área, a su vez la existencia de grandes y variados proyectos habitacionales genera puestos de trabajo en la construcción de los mismos y una vez terminados generan puestos de trabajo permanentes al servicio de los habitantes de tales proyectos, por lo que gran parte de la población también ejerce oficios como jardinería, seguridad privada, limpieza, etc, en relación de dependencia.
A pesar de lo anterior, en Fraijanes incluso es importante para la economía del municipio las labores ganaderas y de agricultura, existen cultivos diversos tales como berro, Güisquil y café, entre otros. En el ámbito ganadero se proveen productos lácteos, carnes y otros derivados. Además, en el municipio existen pequeñas industrias de avicultura y crianza de cerdos.
En el municipio la proporción de personas que están en situación de pobreza extrema es de 1.72%, en situación de pobreza se encuentran el 21.04% de la población del municipio.  Con respecto al índice de desarrollo humano, Fraijanes ocupa el noveno lugar entre los municipios del departamento de Guatemala, pues cuenta con un índice de 0,727 para el 2008.
El porcentaje de viviendas que tiene acceso al agua potable es de 70.60%.
Entre sus productos agrícolas destacan el frijol.

### El café de Fraijanes
De acuerdo con una publicación de la Asociación Nacional del Café (ANACAFE) que relata la historia del cultivo del grano en el país,  fueron los sacerdotes jesuitas los que trajeron las plantas de cafeto a Guatemala, concretamente a su convento principal en la capital de la Capitanía General de Guatemala, la ciudad de Santiago de los Caballeros. Dado que los jesuitas tenían una hacienda en Fraijanes, eta fue una de las primeras regiones en donde se produjo el grano;  ahora bien, en esos tiempos la economía de la colonia española dependía principalmente de la producción de añil y grana y el cultivo del café era artesanal.
El cultivo del café a nivel industrial fue introducido en Guatemala por los gobiernos liberales de Miguel García Granados y Justo Rufino Barrios en la década de 1870; grandes extensiones de tierras fueron expropiadas de las tierras comunales de los grupos indígenas quienes, a su vez, fueron obligados a trabajar por salarios insignificantes por medio del Reglamento de Jornaleros pues el cultivo del café requería de grandes cantidades de mano de obra.  Dicho reglamento favorecía considerablemente a los nuevos propietarios de los terrenos en perjuicio de las comunidades indígenas, que eran obligadas a trasladarse de una finca a otra por el reglamento ya indicado.
El cultivo del café resultó sumamente beneficioso para los gobiernos liberales, al punto que el presidente Justo Rufino Barrios logró amasar una considerable fortuna durante su gobierno, misma que su esposa e hijos disfrutaron en Estados Unidos y Europa tras la muerte del general Barrios en 1885.
En Fraijanes, el cultivo del café ha sido fundamental no sólo desde un punto de vista económico, sino también cultural, puesto que las autoridades ediles han promovido el cultivo del grano como parte de la identidad de Fraijanes; por ejemplo, en el ingreso de la carretera que conduce hacia la cabecera municipal, se colocó un arco decorativo con el emblema «Fraijanes, Cuna del mejor café».  Otros ejemplos de la importancia cultural y económica que tiene el grano para el municipio son:
- En la feria titular que se celebra en honor al Sagrado Corazón de Jesús, desde la década de 1980 se corona a una reina denominada «Señorita Flor del Café»;[24]
- En el sector izquierdo del escudo se muestra una rama del mencionado producto.

En el estudio del sector cafetalero realizado por la Superintendencia de Bancos de Guatemala, se establece que Fraijanes es una de las cinco regiones de producción de café en Guatemala, conforme lo establece la Clasificación realizada por ANACAFE. Se establece además que la combinación de la geografía y el clima favorecen que en Fraijanes se pueda producir un grano de café de excelente calidad y aspecto. En el libro Fraijanes, ayer y hoy, se establece que las variedades que se cutivan en Fraijanes son: arábiga, bourbón, caturra, catual y pache.
De acuerdo con ANACAFE, lo que hace especial a Fraijanes es su ubicación territorial y la nutrición que reciben los suelos debido al volcán de Pacaya; es una zona de convergencia de neblina que proviene del lago de Amatitlán y Laguna Calderas, Laguna de El Pino, entre otros, lo cual genera altos niveles de humedad por las mañanas y las noches. El café de Fraijanes se cultiva entre los 1400 a los 1700 m s. n. m.

#### Crisis en la producción del café
Desde el gobierno de Barrios el cultivo del café ha sido la principal fuente de riqueza para el sector productivo de Guatemala, pero ha tenido varias crisis que han repercutido negativamente en la economía del país.
- Caída del precio del café en 1897: tras más de veinte años de auge, la economía de Guatemala se encontraba en una posición inmejorable; prueba de ello es que el gobierno del general José María Reina Barrios emprendió majestuosas obras de infraestructura como el nuevo Palacio Presidencial, los monumentos de la Avenida La Reforma, la modernización del Puerto de Iztapa o la construcción de un ferrocarril interoceánico desde Puerto Barrios hasta Iztapa, pasando por la Ciudad de Guatemala.  Incluso, el gobierno de Reyna Barrios planificó una Exposición Centroamericana, al estilo de la Exposición de París en 1897.  Pero fue la educación y el trato hacia los indígenas lo que demuestra el auge económico del país:  Reina Barrios derogó el Reglamento de Jornaleros e instituyó el Instituto Agrícola de Indígenas para favorecer a las comunidades rurales del país.[27][28]

Sin embargo, en 1897 el precio internacional del café se desmoronó, y con ellos el régimen de Reina Barrios.  La economía del país estuvo por los suelos lo que originó revoluciones -como, por ejemplo, la Revolución quetzalteca- y resultó en el cierre de escuelas, el fracaso de la Exposición, y el abandono de los proyectos de Iztapa y del ferrocarril interoceánico.  Es más, el general Reina Barrios murió asesinado el 8 de febrero de 1898, dejando al país sumido en una profunda crisis económica que tuvo que resolver su sucesor, el licenciado Manuel Estrada Cabrera, restituyendo el Reglamento de Jornaleros y cediendo concesiones a empresas estadounidenses.
- Gran Depresión de 1929: tras los veintidós años de gobierno de Manuel Estrada Cabrera, los gobiernos que le siguieron vieron nuevamente un auge económico, que se vio drásticamente interrumpido por la caída de la Bolsa de Valores de Nueva York en 1929. La crisis económica derivada de esto fue tal que el presidente Lázaro Chacón sufrió un derrame cerebral y tras varios sucesores, el poder recayó en el general Jorge Ubico.  El régimen de Ubico enfrentó la crisis de frente, derogando el Reglamento de Jornaleros, sustituyéndolo por dos leyes aún más drásticas: la «Ley de Vagancia» y la «Ley de Vialidad», las que ahora no solamente forzaban a los indígenas a trabajar en fincas lejanas a sus pueblos de origen, sino que también a trabajar en caminos si no cumplían con sus jornales.  La administración de Ubico fue eficiente, al punto que cuando renunció el 1 de julio de 1944, pagó la Deuda Inglesa que venía arrastrando el país desde la crisis de 1897.[31]
- La crisis de La Roya: La crisis provocada en el sector cafetalero de Guatemala por la roya, también tuvo graves efectos negativos para la economía de Fraijanes, puesto que los productores de café experimentaron daños que en sus plantaciones. Esta crisis obligó a que algunas fincas cafetaleras redujeran el personal que trabaja en ellas para las cosechas de la época. Esta fue una crisis difícil de superar para los caficultores debido a que los materiales necesarios para su control resultaban bastante costosos.[32][33]

La situación provocó que las autoridades municipales intervinieran prestando apoyo técnico y suministros para paliar la crisis, la municipalidad de Fraijanes en coordinación con ANACAFE, entregaron semilla resistente a la roya, fungicida caporal, entre otras sustancias, además de realizar capacitaciones a pequeños caficultores para enfrentar el problema.

## Costumbres,tradiciones

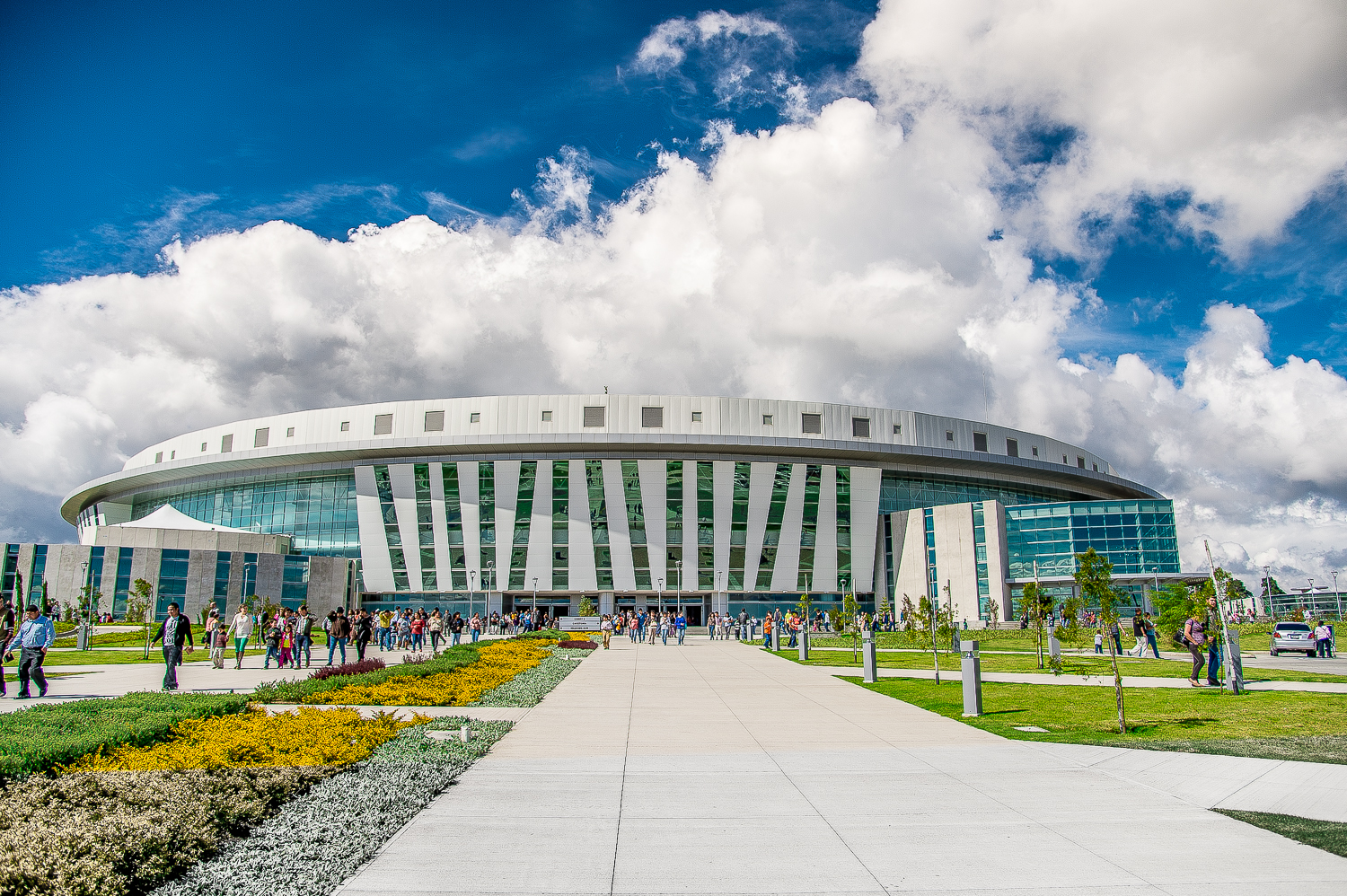
Templo religioso en Fraijanes.

### Fiesta patronal
Fraijanes es un municipio urbano que celebra su feria patronal en honor al Sagrado Corazón de Jesús, pero también, conmemora a la Virgen de Candelaria con el mismo fervor.
Los preparativos incluyen: jaripeos, desfiles hípicos y exhibiciones de rodeo. Además, se realiza gran cantidad de actividades deportivas y recreativas, así como ensambles musicales y bailes.
Por ser un municipio urbano, las actividades se concentran especialmente en el domingo más cercano a la celebración, pues entre semana se dificulta a quienes trabajan o estudian en la ciudad capital.
Por la noche se celebra una misa, para después dar paso a la peculiar anda procesional, la cual no es cargada por los feligreses, si no, empujada. A su regreso se queman cohetillos y diversos fuegos artificiales.

### El Convite de Candelaria

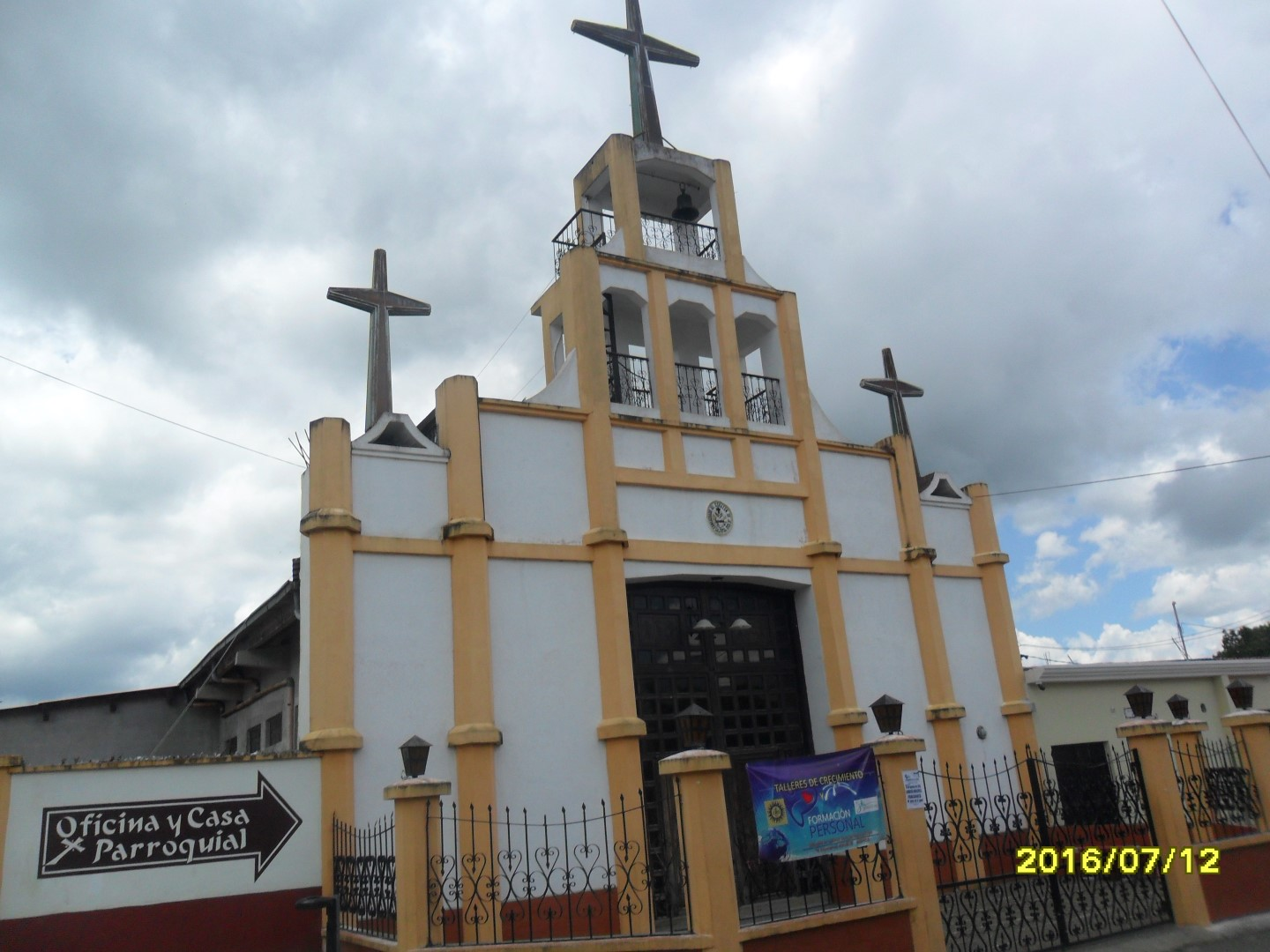
Iglesia de "El Sagrado Corazón de Jesús"

El Convite de Candelaria es una práctica que se realiza durante la feria patronal. Es un desfile de enmascarados, ataviados con disfraces, que bailan al ritmo de diferentes ritmos musicales. En Fraijanes, el convite se presenta el 1 de febrero frente a la procesión de Candelaria y luego el 2 del mismo mes, el día mayor.

### Otras ferias que se celebran en el municipio
- En marzo se celebra la feria en honor de san José en Puerta del señor.
- En mayo se celebra la feria en honor a la Virgen de Fátima en Lo de Dieguez.
- En junio se celebra la feria religiosa en honor al Sagrado Corazón de Jesús, en la cabecera municipal.
- En octubre se celebra la feria en honor a la Virgen de Nuestra Señora del Rosario, en Los Verdes.
- En octubre se celebra la feria en honor de san Francisco de Asís, en la Colonia Pavón, de allí deriva el nombre del caserío San Francisco ubicado en la misma colonia.
- En diciembre se celebra la feria en honor a la Virgen de la inmaculada Concepción de Maria, en Concepción Rabanales.[36]

### Sitios de interés
En el municipio de Fraijanes existen ciertos lugares que son importantes por su probable interés turístico o histórico; ahora bien, muchos de estos sitios aprovechados debidamente por las autoridades del municipio. Algunos de estos sitios son:

#### El parque central "Fray Juanes"
Ubicado en la cabecera municipal, frente a las instalaciones administrativas del gobierno municipal, en el parque se puede encontrar una fuente y una estatua con una placa conmemorativa de la historia del municipio, remodelado en el año 2002. También se puede encontrar una cúpula central en la cual han sido pintados dibujos artísticos que representan la cultura del municipio.

#### Las piscinas "El Cuje"
Es un centro turístico ubicado en la aldea El Cerrito, se trata de un balneario que cuenta con piscinas, aunque es un centro privado, por lo que el uso de sus instalaciones tiene un costo. Su acceso es a través de la carretera principal del municipio. Es importante su inclusión como sitio de interés pues se trata de un lugar que de acuerdo con el Plan de desarrollo Municipal elaborado por SEGEPLAN, tiene potencial turístico.

#### El Mercado Municipal
Dicho mercado está ubicado en un edificio de varias plantas, se encuentra a una distancia aproximada de un kilómetro del parque central. En dicho edificio se ubican vendedores de varios productos para consumo diario, como verduras, carnes y frutas. Además de varios locales comerciales que se dedican a la venta de artículos de vestir, artesanías y otros utensilios domésticos. A este edificio se trasladó el gobierno municipal de forma transitoria debido a la construcción del nuevo edificio del palacio municipal, porque para la construcción del mismo fue necesaria la demolición del anterior.

#### El Coliseo Municipal "Marco Tulio Meda Álvarez"
Es una instalación pública en la cual se desarrollan eventos culturales, artísticos y deportivos, especialmente aquellos típicamente ganaderos como jaripeos, carreras de caballos, etc. Dicho Coliseo cuenta también con una pista hípica, que se encuentra a un costado del mismo. Visitar puede ser muy interesante para el turista durante las actividades de celebración de las fiestas patronales.

#### El templo evangélico "Casa de Dios"
Fue inaugurado el 28 de abril de 2013, es uno de los templos religiosos más grandes del país, cuenta con once mil asientos, más de tres mil parqueos para vehículos, entre otras instalaciones. Se encuentra ubicada en el km 21 de la carretera que conduce a El Salvador, dentro de la jurisdicción del municipio de Fraijanes.
Es una de las construcciones más grandes de la región, con un proceso de edificación de alrededor de cinco años.  Debido a la magnitud de la obra y al hecho de que esta sería la nueva sede de dicho que templo, que antes se ubicaba en el ingreso de la carretera que conduce a San Jose Pínula, el cual era de un tamaño mucho menor, los trabajadores y pobladores de la zona le llamaban continuamente “Ciudad de Dios”, pero el nombre oficial es “Casa de Dios”.
El templo es conocido no solamente entre los habitantes del municipio, sino a nivel nacional debido a que el expresidente de la República, el General retirado Otto Pérez Molina, participara activamente en los actos conmemorativos de la inauguración. Además, la exvicepresidente Ingrid Roxana Baldetti, asistía con frecuencia. El templo se vio inmiscuido dentro del escándalo del caso de corrupción “cooptación del estado”, pues la bandera que ondeaba en las afueras del templo fue un reglado de la exvicepresidenta, implicada en dicho caso de corrupción. Al punto que el mencionado pabellón fue retirado del templo por orden de sus autoridades y posteriormente recogido por el Ministerio Público.

### Mitos y leyendas populares
El Caballo de la hacienda Arrazola
La esposa e hija del guardián de la hacienda «San Miguel de Arrazola» en la década de 1970 relatan que en la casa de la hacienda se escuchaban ruidos extraños, y que una noche fueron aterrorizadas por una serie eventos paranormales. Pasadas las diez de la noche, ambas esperaban el regreso del esposo de la mujer a quien ya se le había hecho tarde; el tiempo pasó y como no regresaba cerraron las puertas que conducían al patio. De repente, escucharon a un caballo, lo que les extrañó sobremanera porque no había caballos en la hacienda en esa época.  Abrieron la puerta para investigar, no vieron nada pero al volver a cerrarla puerta escucharon al pie de la misma al caballo, pero esta vez en forma agresiva y haciendo ruido con sus patas sobre unas tuzas.  La hacienda permanece en la aldea «Don Justo», con el nombre de «Casona Hacienda San Miguel de Arrazola».[cita requerida]
La posada
Este suceso es relatado por algunos guardias de seguridad de condominios y centros comerciales, quienes refieren que en las noches se aparecía en las garitas de ingreso una mujer con una niña pequeña, pidiendo agua y posada. Debido a la desconfianza generalizada por la violencia imperante en el área, algunos les ayudaban y otros no. Quienes les ayudaban relatan que accedían a darles posada en la garita de seguridad; sin embargo, cuando iban a ver en la madrugada del día siguiente para despertar a la mujer y a la niña, estas ya no estaban, aun habiéndose quedado bajo llave.  Esto ocurría incluso con quienes las ayudaban bajo la condición de dejarlas en un cuarto bajo llave, por temor a que se tratase de un engaño.[cita requerida]
El tanque de agua en Arrazola
Frente a lo que hoy es «Arrazola I», existió un tanque de agua que pertenecía a la hacienda Arrazola; este tanque estaba en un terreno a la orilla de la carretera y a él acudían las personas que vivían en las áreas aledañas para recoger agua y lavar su ropa.  Esta situación era cotidiana hasta la década de 1980, en que ocurrió lo que se relata a continuación; varias personas aseguran que durante las noches o madrugadas habían visto a una pareja que se aparecía en la carretera y que caminaba directamente hacia ellos, sin temor alguno a chocar y que cuando estaban a punto de hacerlo, desparecían. Otros cuentan haber escuchado ruidos de personas lavando o bañándose en el tanque, pero que al acercarse no vieron a nadie. También se cuenta que si alguien caminaba en solitario por el lugar por la noche, empezaba a sufrir malestares físicos que impedían que continuara la marcha. Un testigo relata que «en una ocasión al caminar frente al sitio empezó a sentir su cuerpo pesado, y poco a poco empezó a tener la sensación de que su cabeza y sus manos se hacían gigantes, lo cual le agotaba físicamente y le impedía seguir el paso, hasta que en horas de la madrugada, como cosa rara, una persona le dio un vaso de agua y le dijo que rezara y esperara un rato antes de seguir caminando».[cita requerida]

## Sitios Arqueológicos
En territorio de Fraijanes existen varios sitios arqueológicos que fueron reportados por el arqueólogo Edwin Shook en la década de 1940; si bien no existen construcciones arquitectónicas grandes, si hay una presencia importante de sitios menores.  De todos los sitios arqueológicos, reportados originalmente por Shook, algunos se consideran ya destruidos en el siglo xxi y solamente el de Santa Isabel está en buen estado de conservación; esto es debido al gran desarrollo urbanístico que ha existido en el área de la Carretera Panamericana. Es más, los sitios no descubiertos por Shook están seguramente en condominios o residenciales privados, a los cuales se prohíbe el ingreso de personas ajenas, lo que constituye un gran factor de riesgo para su conservación.

### Sitio arqueológico Santa Isabel
En 1952, el arqueólogo Edwin M. Shook, reportó el descubrimiento de una serie de montículos ubicados en la finca Santa Isabel en el municipio de Fraijanes; este hallazgo está descrito como la existencia de «quince o más montículos rellenos de tierra, colocados de manera rectangular…La estructura principal ocupa la posición occidental de la plaza que da al poniente, esta estructura mira a través de la plaza a una plataforma baja en cuya base hay una estela sin esculpir. El Monumento, de piedra volcánica de color gris, se ha caído hacia el oeste, enterando la cara lisa…no fue posible hallar cerámica en la superficie, pero afortunadamente el señor Carlos Nottebohm y su esposa reunieron un lote de un camino que atraviesa el sitio. La muestra contiene cerámica que se extiende de la fase de las charcas del Preclásico hasta la fase de providencia, la disposición, construcción de las estructuras y la presencia de un monumento sin esculpir, son evidencias que Santa Isabel estuvo ocupado durante la época preclásica temprana».
El sitio fue objeto de tareas de rescate y estudio entre septiembre de 2011 y abril de 2012; los investigadores reconocieron la zona, recolectaron material cultural, determinaron el tamaño de las estructuras, e hicieron excavaciones para investigar el sitio y comparar los resultados con otros sitios de la región.

### Otros sitios arqueológicos
| Nombre        | Fecha reportado         | Ubicación | Fase cultural        | Descripción de Shook | Evaluación de 2006 |
| ------------- | ----------------------- | --- | -------------------- | --- | --- |
| Graciela      | 28 de junio de 1942     | Sudeste de la Aldea Canchón, aproximadamente en el km 19 de la Carretera Panamericana                                                                                 | Post-clásico tardío  | «Ocupa la cumbre de una elevada colina, la cual domina la planicie de Canchón, exactamente al oeste de la finca Graciela y en terrenos de dicha fina. Las ruinas fueron visitadas por primera vez en 1938 por Kidder y Adolfo Molina y consisten en una plataforma o subestructura hecha de piedra y adobe, que incluyen materiales policromados de Chinautla, lo cual evidencia que Graciela es un sitio arqueológico del Post-Clásico Tardío». | Ubicado en la actual Finca Santa Lucía ya muy erosionado por la actividad ganadera y equina de la finca; además se observó que se habían realizado trabajos de nivelación del terreno con maquinaria pesada.                                                  |
| Canchón       | 29 de junio de 1942     | Cerca de la Carretera Panamericana en el noreste de la Aldea de Canchón.                                                                                              | Pre-clásico          | «El sitio consiste en catorce o más montículos dispuestos alrededor de dos plazas alargadas y rectangulares. El eje mayor de las plazas queda aproximadamente a 20° del norte verdadero. Orientación que frecuentemente se observa en otros lugares del Pre-clásico de la planicie de Canchón y en muchos del valle de Guatemala y de otros lugares del altiplano. Las estructuras más imponentes de Canchón, por su tamaño, quedan en la línea que une la plaza occidental con la mayor de las unidades, de 6 m de altura y forma piramidal, que cierra el angosto extremo septentrional, en apariencia, todos los montículos de este lugar son estructuras sólidas, rellenas de tierra y construidas sin piedras. Las superficies originales, al igual que las plataformas superiores, terrazas y graderíos, tenían un acabado que se lograba mediante el alisamiento del núcleo modelado en material de adobe. Estas subestructuras sirvieron para soportar a templos y edificios de materiales no duraderos, se sabe esto por la presencia de muchos fragmentos de lodo quemado en los que se observan las impresiones de postes delgados». | Parcialmente destruido. Se encuentra dentro de un condominio que no permite la entrada a personas ajenas a los residentes. Solamente algunos montículos fueron respetados y se encuentran en el jardín o áreas verdes.                                        |
| El Ciprés     | 28 de junio de 1942     | km 17.8 de la Carretera Panamericana, en terrenos de Finca San Antonio                                                                                                | Pre-clásico          | «Está ubicada una escultura de piedra que representa la cabeza de un animal, se informan de un sitio pequeño de dos montículos en la finca San Antonio» | El sitio estaba en donde actualmente es una zona urbanizada, por lo que ha sido destruido completamente. |
| Darío         | 29 de junio de 1942     | Un kilómetro al sur de Finca Santa Isabel y 500 m al este de las Ruinas de Graciela.                                                                                  | Pre-clásico          | «Un sitio pequeño ubicado sobre una mesa debajo del cerro de Graciela» | Se encuentra dentro de un condominio privado llamado «El Sausalito», al cual no se permite el ingreso a personas ajenas a los residentes; se considera que está amenazado por los proyectos de construcción.                                                  |
| Jorgia        | 22 de noviembre de 1942 | Dos kilómetros al sudoeste de la aldea Canchón | Pre-clásico temprano | «Es un pequeño lugar arqueológico consistente en un montículo de 2,5 m de altura, al sur del cual hay otros más bajos. No pudo determinarse la disposición de las estructuras, construidas enteramente de la tierra arcillosa de color café oscuro propia de la localidad, un lote pequeño de tiestos dañados por la intemperie, contiene materiales de la fase de las Charcas del Preclásico. Hay también otros tiestos sobre cuya procedencia no hay ninguna certeza. Ellos pueden ser de cualquiera de las fases: Las Charcas, Arévalo o Majadas, aunque el lote de ejemplares no es satisfactorio por no haber sido seleccionado [...]». | Se encuentra localizado dentro de propiedad privada, en un buen estado de conservación, ya que en las cercanías residen los guardias de seguridad de la propiedad que han utilizado parte del sitio para crianza de aves.                                     |
| La Montaña    | Junio de 1947           | Ubicado a 8 km de la Aldea Canchón, en terreno de la Finca el Socorro, que finalmente se convirtió en Residenciales «Casa y Campo»                                    | Post-clásico tardío  | «Se encuentran los vestigios de un lugar relativamente grande, que se extiende por una angosta legua de tierra que es una prolongación de la planicie de Canchón, bordeada por profundos barrancos. En algunos lugares, las paredes de los precipicios paralelos que bordean la mesa por ambos costados, se aproximan tanto que solo dejan en medio una calzada extremadamente angosta, de dos metros de anchura, que comunica con los sectores más amplios donde fueron edificadas las estructuras [...]». «Todo lo que observamos son subestructuras para templos y edificios construidos de materiales no duraderos, las subestructuras poseen un relleno de piedra y tierra, revestido probablemente de piedras toscas con una capa final de lodo. En los lugares en que aparece expuesto el terreno, en la vereda que cruza el lugar arqueológico, se encuentran grandes cantidades de alfarería, algunas manos, hachas de piedra verde, y puntas astilladas de obsidiana. La cerámica identificable y la posición de defensa del lugar, inducen a creer que La Montaña floreció durante la época postclásica tardía, contemporánea de Chinautla». | No se permite el ingreso al sitio porque se trata de residencial privado con alta seguridad «Casa y Campo». Existe un área verde en dicho residencial en la que se podría localizar el sitio, el cual se encuentra amenazado por las construcciones aledañas. |
| Santa Octavia | Junio de 1947           | Ubicado cerca de las ruinas de «La Montaña», a una distancia de entre 1.5 km y a 600 m (en Residenciales «Casa y Campo»)                                              | Post-clásico tardío  | «Al otro lado del profundo barranco occidental que bordea el lugar de la montaña, al principio de la vereda que conduce a las ruinas, se encuentran evidencias de un pequeño establecimiento, tal vez una estación de guardia. Hay aquí varios montículos bajos rellenos de tierra y piedra, y el terreno cultivado que los rodea está cubierto de una paca de cerámica del post clásico tardío en que se incluyen materiales policromados de Chinautla… y uno que otro fragmento de mano, metate, hacha de piedra verde y cristales de cuarzo. Las gentes de la localidad conocen estas ruinas y llaman al lugar Santa Octavia, pero no tienen conocimiento de la época que estuvieron habitadas.» | El sitio se encuentra en un área verde al sur del condominio «Casa y Campo», pero se encuentra en riesgo por la urbanización. |
| San Vicente   | 6 de julio de 1947      | Queda a un lado de la única vereda hacia «Santa Octavia», a 7 km hacia el gran sitio arqueológico de «La Montaña»                                                     | Post-clásico tardío  | «Las ruinas están en una angosta península de la planicie de Canchón, situada entre dos profundos barrancos con vertiente hacia el sur [...]; el sitio se compone de un montículo piramidal con terrazas, situado en el centro de una pequeña plaza rodeada en sus cuatro lados por plataformas bajas. La estructura mayor tiene en la cumbre una plataforma plana rectangular, a la cual se llegaba probablemente por una escalinata… Todas las unidades están construidas de un relleno muy compacto de piedras pequeñas e irregulares mezcladas con una tierra arcillosa de color castaño. Este relleno tenía un revestimiento de piedra con acabado de adobe. No aparecen fragmentos de cerámica en el relleno de los montículos y solo se encontraron unos cuantos tiestos, fragmentos de adobe cocido y una mano de piedra en la superficie de un terreno cultivado que queda en la orilla oriental del sitio. La Cerámica incluye materiales policromados de Chinautla, es posible que San Vicente haya sido una pequeña aldea sujeta a las autoridades de la montaña». | El sitio se ubica en el residencial Casa y Campo, y se encuentra gravemente amenazado por la urbanización. A dicho lugar no se permite el ingreso a personas ajenas a los residentes.                                                                         |
| Virginia      | 28 de junio de 1942     | A 7 km al sudeste de Aldea Canchón. Las ruinas están situadas en la orilla occidental de la planicie de Canchón, con vista al valle de Guatemala y Lago de Amatitlán. | Preclásico           | «Los antiguos pobladores, al escoger esta localidad no solo aprovecharon la productividad del suelo de esta región, sino la magnificente ubicación. Al sur están los volcanes de Pacaya, Agua y Fuego y al Oeste más allá está el Lago de Amatitlán. Este importante lugar arqueológico del preclásico, situado en terrenos de la Fina Parga, y tiene una serie de montículos ordenadamente dispuestos alrededor de los cuatro lados de una plaza rectangular […]". «"[...] En este sitio la estructura más imponente domina la plaza desde el lado occidental y en el lado opuesto hay un montículo bajo y alargado con tres estelas sin esculpir en la base. Estos grandes monumentos de piedra son semejantes a los de Piedra Parada y Santa Isabel. Todos los montículos examinados en este lugar están construidos de una tierra arcillosa de color castaño oscuro. Fragmentos de adobe cocido hallados en la cima de los montículos son una prueba de que los edificios construidos sobre estas subestructuras eran de materiales no duraderos [...]». [...] Las muestras de alfarería indican que la ocupación de Virginia fue probablemente continuo a partir de la más antigua de las fases del preclásico, o sea las Charcas, hasta llegar a Arenal. La disposición de las estructuras, su tipo de construcción, la presencia de monumentos sin esculpir y la cerámica encontrada en el lugar colocan a este lugar junto con otros del preclásico en la planicie de Canchón, en el valle de Pinula y en el de Guatemala». | Está amenazado por los cultivos. |

## Gobierno municipal

### Concejo Municipal
Los municipios se encuentran regulados en diversas leyes de la República, que establecen su forma de organización, lo relativo a la conformación de sus órganos administrativos, tributos destinados para los mismos; esta legislación se encuentra dispersa en diversos niveles.  Ahora bien, que exista legislación específica para los municipios no significa que a estos no les sean aplicables las normas contenidas en otros cuerpos normativos, pues aunque se trata de entidades autónomas, las mismas se encuentran sujetas, al igual que todas las entidades de tal naturaleza, a la legislación nacional.
Específicamente, las principales leyes que rigen a los municipios en Guatemala desde 1985 son:
| N.º | Ley                                                | Descripción |
| --- | -------------------------------------------------- | --- |
| 1   | Constitución Política de la República de Guatemala | Le son aplicables diversos artículos generales de la misma, y además tiene una regulación legal específica en los artículos 253 al 262, que constituyen su base constitucional.                                                                                            |
| 2   | Ley Electoral y de Partidos Políticos              | Ley de carácter constitucional creada por la Asamblea Nacional Constituyente que aplicable a los municipios en diversos aspectos pero fundamentalmente en el tema de la conformación de sus autoridades electas, puesto que regula la manera en que se eligen y conforman. |
| 3   | Código Municipal                                   | Decreto 12-2002 del Congreso de la República de Guatemala. Tiene la categoría de ley ordinaria y contiene preceptos generales aplicables a todos los municipios, e inclusive contiene legislación referente a la creación de los municipios.                               |
| 4   | Ley de Servicio Municipal                          | Decreto 1-87 del Congreso de la República de Guatemala. Regula las relaciones entra la municipalidad y los servidores públicos en materia laboral. Tiene su base constitucional en el artículo 262 de la constitución que ordena la emisión de la misma.                   |
| 5   | Ley General de Descentralización                   | Decreto 14-2002 del Congreso de la República de Guatemala. Regula el deber constitucional del Estado, y por ende del municipio, de promover y aplicar la descentralización y desconcentración económica y administrativa.                                                  |

El gobierno de los municipios de Guatemala está a cargo de un Concejo Municipal, de conformidad con el artículo 254 de la Constitución Política de la República de Guatemala, que establece que «el gobierno municipal será ejercido por un concejo municipal». A su vez, el código municipal —que tiene carácter de ley ordinaria y contiene disposiciones que se aplican a todos los municipios de Guatemala— establece en su artículo 9 que «el concejo municipal es el órgano colegiado superior de deliberación y de decisión de los asuntos municipales […] y tiene su sede en la circunscripción de la cabecera municipal». Por último, el artículo 33 del mencionado código establece que «[le] corresponde con exclusividad al concejo municipal el ejercicio del gobierno del municipio».
El concejo municipal se integra de conformidad con lo que establece la Constitución en su artículo 254, es decir «se integra con el alcalde, los síndicos y concejales, electos directamente por sufragio universal y secreto para un período de cuatro años, pudiendo ser reelectos». Al respecto, el código municipal en el artículo 9 establece «que se integra por el alcalde, los síndicos y los concejales, todos electos directa y popularmente en cada municipio de conformidad con la ley de la materia».
Conforme artículo 9 del Código Municipal el Concejo Municipal es a su vez el órgano encargado de ejercer la autonomía municipal. Este órgano es colegiado porque se encuentra compuesto por varios funcionario públicos, concretamente: el alcalde, los síndicos y los concejales; siendo estos electos directa y popularmente conforme lo establece la Ley Electoral y de Partidos Políticos.
Los integrantes del consejo municipal democráticamente electos para el periodo 2016 al 2020 son, en su orden de acuerdo al cargo que ostentan:
| Cargo             | Nombre                             | Cargo               | Nombre                        |
| ----------------- | ---------------------------------- | ------------------- | ----------------------------- |
| Alcalde Municipal | Wilton Leonardo Berreondo Figueroa | Síndico I           | Otto Santiago Santos Guas     |
| Síndico II        | Maynor Manolo Peréz Chajón         | Síndico Suplente    | Luis Miguel Briones Hernández |
| Concejal I        | Jonnathan Hernan Sarceño Pivaral   | Concejal II         | Luis Lizandro Chávez          |
| Concejal III      | Francisco Santos Morales           | Concejal IV         | Nicolás Sicán García          |
| Concejal V        | Santiago Adelso Villeda Marcos     | Concejal Suplente I | Edgar Miguel Castillo Álvarez |
|                   |                                    |                     |                               |

### Alcalde Municipal
Conforme lo establece el artículo 9 del Código Municipal, el alcalde es el funcionario encargado de ejecutar y dar seguimiento a las políticas, planes, programas y proyectos autorizados por el Concejo Municipal. Además y conforme el artículo 52 del mencionado Código Municipal, el alcalde es el personero del municipio y la municipalidad, es decir, su representante legal. De acuerdo con el artículo anterior el alcalde es el jefe del órgano ejecutivo del gobierno municipal, miembro del Consejo Departamental de Desarrollo y Presidente del Concejo Municipal de desarrollo.
Entre sus atribuciones más, de acuerdo al artículo 53 del Código Municipal, están: preside el Concejo Municipal, dirige la administración municipal, representa a la municipalidad y al municipio, dirige los servicios públicos y obras municipales, ejerce la jefatura de la policía municipal, es el superior administrativo de todo el personal de la municipalidad, rendir cuentas al Concejo Municipal, autorizar a título gratuito matrimonios civiles.
Contrario a lo que se piensa popularmente, el alcalde no es el funcionario superior del municipio, la autoridad superior del municipio es únicamente el Concejo Municipal del cual forma parte y preside el alcalde, esto se puede inferir del contenido del Código Municipal que en algunos artículos señala obligaciones para el alcalde de rendir cuentas a los miembros del Concejo Municipal, además y de acuerdo a lo establecido en el artículo 46 de dicha ley, el órgano que debe aceptar la renuncia al cargo de alcalde es el Concejo Municipal, quien según el artículo 45 puede declarar vacante el cargo de alcalde si este incurre en las prohibiciones que dicho artículo señala.
A partir de 2020, la administración está a cargo del Alcalde Wilton Berreondo quien tomó posesión del cargo el 15 de enero del año 2020, al resultar electo por el partido Humanista de Guatemala, en sustitución de Aníbal Alvizúres Gómez quien ya había sido alcalde del municipio en un periodo anterior al de Tulio Meda.
Los alcaldes que ha habido Fraijanes son:
| Período                                 | Nombre                             | Notas | Período                               | Nombre                              | Notas                                                                              | Período                               | Nombre                                     | Notas                                                                      |
| --------------------------------------- | ---------------------------------- | --- | ------------------------------------- | ----------------------------------- | ---------------------------------------------------------------------------------- | ------------------------------------- | ------------------------------------------ | -------------------------------------------------------------------------- |
| 12 de junio de 1924 a diciembre de 1925 | Coronel Reyes Navarro              | | 1926                                  | Moisés Monterroso                   |                                                                                    | Enero a septiembre de 1927            | Juan Álvarez Zetino                        |                                                                            |
| Septiembre a diciembre de 1927          | Abelino Pineda                     | | 1928                                  | Antonio Ortega                      |                                                                                    | 1929                                  | Teniente coronel Juan Monterroso Quinteros |                                                                            |
| 1930                                    | Moisés Monterroso                  | Segundo período de Moisés Monterroso                                                                       | 1931                                  | Abelino Pineda                      | Segundo período de Abelino Pineda; primer año del gobierno del general Jorge Ubico | 1932                                  |                                            | Segundo período de Alvarez Setino                                          |
| 1933                                    | Mariano Guzmán                     | | 1934                                  | Moisés Monterroso                   | Tercer período de Moisés Monterroso                                                | Enero a junio de 1935                 | Leocadio Guzmán                            |                                                                            |
| Junio a julio de 1935                   | Lauro Vásquez Monterroso           | | Agosto a septiembre de 1935           | José Cruz Pineda                    |                                                                                    | Agosto de 1935                        | José Luis Morales                          |                                                                            |
| Octubre de 1935 a febrero de 1936       | Coronel Rosendo Franco             | | Febrero de 1936 a mayo de 1937        | José Arturo Palomo Shaeffer         |                                                                                    | Mayo de 1937 a mayo de 1938           | Marcos Rossel                              |                                                                            |
| Mayo a diciembre de 1938                | Alfredo Colon                      | | Enero de 1939                         | Moisés Monterroso                   | Cuarto período de Moisés Monterroso                                                | Febrero a abril de 1939               | Ramiro Benjamin Valdez Villatoro           |                                                                            |
| abril a junio de 1939                   | Humberto Armando Solorio Ayau      | | Junio de 1939 a junio de 1940         | Osberto Rodas                       |                                                                                    | Junio a octubre de 1940               | Manuel Lizandro Enríquez González          |                                                                            |
| Octubre de 1940 a enero de 1941         | Carlos Marroquin Barrios           | | Enero a abril de 1941                 | José Enrique Mendizabal Castellanos |                                                                                    | abril de 1941 a febrero de 1942       | José Gutiérrez González                    |                                                                            |
| Febrero a noviembre de 1942             | Mayor Francisco Quezada Rodas      | | Diciembre de 1942 a noviembre de 1943 | Roberto Berganza                    |                                                                                    | Diciembre de 1943 a noviembre de 1944 | Teniente coronel José Sagastume Mena       | Último alcalde nombrado por el gobierno del general Jorge Ubico            |
| Noviembre de 1944 a julio de 1945       | Antonio Paz y Paz                  | Primer alcalde electo; los anteriores eran períodos de un año designados por el presidente de la República | Agosto a noviembre de 1945            | Enrique Valdez                      |                                                                                    | Noviembre de 1945 a enero de 1946     | Manuel Jiménez Fobora                      |                                                                            |
| Enero de 1946 a enero de 1948           | Carlos Sam Gonzales                | | Enero de 1948 a febrero de 1950       | Ceferino González Ortiz             |                                                                                    | Febrero de 1950 a diciembre de 1951   | José Luis Arroyo Lutin                     |                                                                            |
| Enero de 1952 a marzo de 1954           | Moisés Monterroso                  | Quinto período de Moisés Monterroso                                                                        | Marzo de 1954 a septiembre de 1954    | Nicolás Hernández Franco            |                                                                                    | Septiembre de 1954                    | Leocadio Pérez Cacrum                      | Alcalde temporal tras el derrocamiento del presidente Jacobo Arbenz Guzmán |
| Septiembre de 1954 a junio de 1955      | Inés Argueta Cruz                  | | Junio a septiembre de 1955            | Alfonso Cordon Vásquez              |                                                                                    | Octubre de 1955 a enero de 1956       | Hermogenes Sillezar                        |                                                                            |
| Enero de 1956 a febrero de 1957         | Francisco Pérez Cacrun             | | Febrero de 1957 a enero de 1958       | José Pío Coro Samayoa               |                                                                                    | Enero de 1958 a enero de 1960         | Sebastian Guzmán Morataya                  |                                                                            |
| 1960 a diciembre de 1962                | José Luis Castillo Soto            | | Enero de 1962 a agosto de 1963        | Catarino Arroyo                     |                                                                                    | Agosto de 1963 a junio de 1966        | José Cruz Pérez Cacrum                     |                                                                            |
| Junio de 1966 a octubre de 1968         | Sarbelio Aquilino Hernández Franco | | Octubre de 1968 a julio de 1970       | Víctor Guzmán Morataya              |                                                                                    | Julio de 1970 a enero de 1972         | Francisco Pérez García                     |                                                                            |
| Enero de 1972 a junio de 1974           | José Pío Samayoa                   | Segundo período de Pío Samayoa                                                                             | Julio de 1974 a agosto de 1976        | Leocadio Pérez Cacrum               | Segundo período de Pérez Cacrum                                                    | Agosto de 1976 a febrero de 1980      | Tomas Mayen Sican                          |                                                                            |
| Febrero a junio de 1980                 | José Mario Noriega                 | | Junio de 1980 a agosto de 1982        | Mardoqueo Gómez Pellecer            |                                                                                    | Agosto de 1982 a enero de 1986        | Lic. Marco Tulio Castillo Lutin            |                                                                            |
| Enero de 1986 a julio de 1988           | Oscar Baudilio Carranza Lutin      | Primer alcalde electo tras la entrada en vigencia de la Constitución de 1985.                              | Julio de 1988 a enero de 1991         | Profesor Pedro Guzmán Arroyo        |                                                                                    | Enero de 1991 a julio de 1993         | Oscar Baudilio Carranza Lutin              | Segundo período de Carranza Lutin                                          |
| Julio de 1993 a enero de 1996           | Marco Tulio Meda Mendoza           | | 1996 a 2000                           | Marco Tulio Meda Mendoza            | Segundo período de Meda Mendoza                                                    | 2000 al 2003                          | Marco Tulio Meda Mendoza                   | Tercer período de Meda Mendoza                                             |
| 2004 a 2008                             | Aníbal Alvizures Gómez             | | 2008 a 2011                           | Marco Tulio Meda Mendoza            | Cuarto período de Meda Mendoza                                                     | 2012 a 2015                           | Marco Tulio Meda Medoza                    | Quinto período de Meda Mendoza                                             |
| 2016 a 2019                             | Aníbal Alvizures Gómez             | Segundo período de Alvizures Gómez                                                                         | 2020 a 2024                           | Wilton Leonardo Berreondo Figueroa  |                                                                                    | 2024 a 2028                           | Carlos Daniel Rustrián Alvizures           |                                                                            |

### Símbolos municipales
| Símbolo | Descripción |
| --- | --- |
| Pabellón y escudo | El pabellón fue creado por acuerdo municipal del 20 de marzo de 1996 y consiste en una bandera con tres colores: - Verde: representa los bosques, las montañas, y praderas de la localidad, y también la esperanza. - Blanco: se refiere a la paz que se busca mantener en el municipio, además de la pureza de la naturaleza y medio ambiente - Rojo: es el color que se produce durante la producción del café En medio de la bandera se ubica un escudo dividido en tres secciones: - Panel izquierdo: presenta la importancia del grano del café para el municipio - Panel derecho: se encuentra representada la industria productiva - Panel inferior: el ganado, los prados y montañas simbolizan la naturaleza, origen y trabajo.       |
| Himno oficial del municipio de Fraijanes. Inscrito en la Propiedad intelectual, número 81, folio 81. Fecha 22 de junio de 2008. Derechos de autor y compositor German Augusto Zetino Granados. Consta en libro de actas municipalidad de Fraijanes, año 2008. | Letra y música del Himno de Fraijanes M.A. German Zetino. Fraijanes, cuna del café gente con mucha fe hombres y mujeres laboriosos que luchan por el bien. Herencia de Frayles Juanes tierra cultivada con amor tu simiente es el legado cultura de paz y honor. Fraijanes, tierra bendita paraíso de eterno fulgor eres privilegiado porque así lo quiso Dios Tierra de grandes campeones artistas y muy bellas flores!; el esfuerzo es el estandarte insignia de tus galardones. Valles, prados y montañas ríos, clima sin igual así eres tu mi Fraijanes prodigioso entre las naciones |
| Árbol Municipal | El árbol Calistemo fue declarado patrimonio municipal según acta municipal número 40-2005, durante la administración de Aníbal Alvizures, el 28 de mayo de 2005. Durante una de las administraciones de Moisés Monterroso, quien fue alcalde cinco veces, fue sembrado el árbol, el cual adorna el frente del Palacio Municipal. Existe una plaqueta que dice: «Donde hay un error que enmendar enmiéndalo tú, donde hay un esfuerzo que todos esquivan, hazlo tú, donde hay un árbol que plantar, plántalo tú». |
| Palacio municipal | El primer edificio que fue utilizado por la primera administración del municipio fue la casa que antes era la hacienda de la finca Fraijanes, la cual era de adobe, teja y piso de barro. Nuevo Palacio Municipal de Fraijanes. Fue construido en donde se encontraba el antiguo. Durante el periodo de José Pío Caro, a principios de la década de 1970, la casa municipal fue demolida y se construyó un nuevo edificio municipal. Este nuevo edificio fue remodelado en varias ocasiones, hasta que finalmente fue demolido en diciembre del año 2012 para acondicionar el terreno en que se construiría el nuevo Palacio Municipal, que fue concluido en 2016. Temporalmente, las oficinas municipales estuvieron en el mercado municipal. |

### La quema del edificio municipal en 1978
El 6 de octubre de 1978, durante la Guerra Civil de Guatemala, un grupo de miembros de la guerrilla, atacaron el palacio o edificio municipal con armas y artefactos explosivos, causando la muerte de cuatro agentes de la Policía Nacional.
En dicho ataque se provoca el incendio del edificio municipal, por lo que se quemaron gran parte de los documentos del Registro Civil, además de otros documentos de valor histórico.

## Cuerpos municipales de seguridad y asistencia

### Policía municipal de tránsito

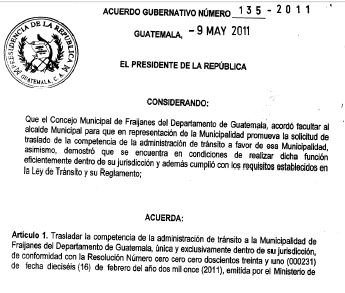
Extracto del acuerdo de creación de la PMT Fraijanes.

Se crea la policía municipal de tránsito de La Municipalidad de Fraijanes, el día viernes 20 de mayo de 2011, fue publicado en el Diario de Centro América que mediante acuerdo gubernativo 135-2011 se traslada la competencia de la administración de tránsito a la Municipalidad de Fraijanes del Departamento de Guatemala, única y exclusivamente dentro de su jurisdicción. El día lunes 23 de mayo de 2011 fue publicado que según acta de concejo 33-2011 La Municipalidad de Fraijanes, acepta el traslado de la competencia de la administración de tránsito, por parte del Ministerio de Gobernación.

### Policía municipal de Fraijanes -PMF

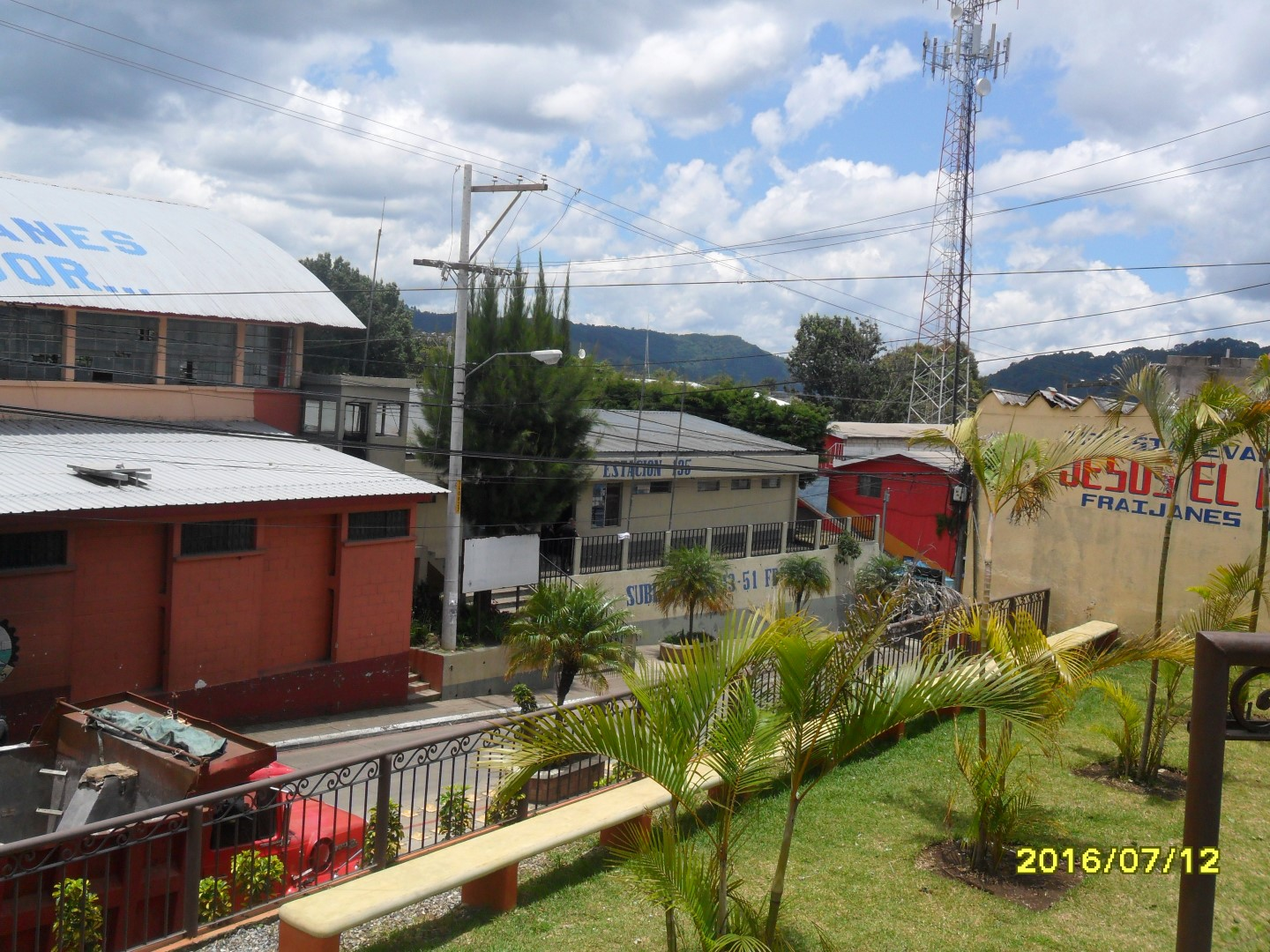
Estación de la Policía Nacional Civil en Fraijanes.

Existen otros cuerpos de seguridad con que cuenta la Municipalidad de Fraijanes, tal es el caso de los agentes que conforman el cuerpo de seguridad privada del municipio, el cual opera a las órdenes del alcalde municipal, quien de conformidad con el código municipal es quien ordena su conformación y representa su superior directo, estos agentes no se dedican a patrullar las calles de municipio, están destinados a resguardar el orden dentro de las instalaciones que utiliza la municipalidad para sus eventos u operaciones.

## Centros de privación de libertad en el municipio
Aunque estos centros de privación de libertad no son responsabilidad del municipio pues son dirigidos y administrados por la Dirección General del Sistema Penitenciario que forma parte del Ministerio de Gobernación de Guatemala, forman parte importante de las actividades del municipio y de su historia.  Hay centros de cumplimiento de condena, granjas penales y prisiones de máxima seguridad.
Entre estos centros se encuentran:
1. Granja Penal de Pavón. (Centro de cumplimiento de condena)
2. El Centro de Detención Preventiva para Hombres, Restauración Constitucional, Fraijanes. (Prisión de Pavoncito). (Centro para prisión provisional o preventiva)
3. Centro de Detención para Hombres Fraijanes I. (Cárcel de máxima seguridad)
4. Centro de Detención para Hombres Fraijanes II. (Cárcel de máxima seguridad)
5. Centro de Orientación Femenino (COF), Fraijanes. (Centro de cumplimiento de condena)

## Medios de comunicación

### Prensa escrita
En el municipio es posible adquirir todos los diarios de circulación nacional, a excepción del Diario de Centroamérica, el cual ya no es distribuido por el sector y para adquirirlo se tiene que viajar a la Ciudad Capital. Dichos medios de comunicación dan cobertura también a las noticias que se producen en el municipio, especialmente y debido a su impacto mediático, se tiende a dar bastante cobertura, por estos medios, a los incidentes que ocurren en los centros de privación de libertad que operan en la zona.
Sin embargo, existen algunos medios de comunicación escrita que dan una cobertura más amplia a los acontecimientos del municipio, entre ellos se encuentra el periódico "Carretera News", que es un periódico que circula de forma quincenal, con distribución gratuita en determinados centros comerciales y otros puntos de distribución. Dicho medio supera las 200 ediciones. Es propiedad del grupo "Guatenews", aunque se trata de un medio que cubre las noticias de los municipios de Santa Catarina Pinula, San José Pinula y Fraijanes, como parte de la cobertura que da al sector de carretera a El Salvador. Otro medio de comunicación escrita que cubre algunas noticias del municipio, se llama "Local Times", dicho medio escrito cubre noticias del sector de carretera a El Salvador. Aunque ambos medios de comunicación tienen un notable propósito de promoción comercial son una buena fuente de difusión para las noticias en el municipio, destacando "Carretera News", que cuenta con una mayor cobertura de los sucesos de la región, cuya primera edición fue publicada en noviembre de 2007.

### Canal de televisión municipal
En el municipio opera un canal de televisión administrado por la municipalidad, cuyo nombre actual es "Fraijanes TV", que suele abreviarse como "FTV", a través del canal 98. Sin embargo, dicho canal no está disponible en todo el municipio, puesto que es distribuido a través de una operadora de cable en la cabecera del municipio y algunos sectores aledaños. En dicho canal se transmiten diversos contenidos televisivos, pero es utilizado principalmente como una vía de comunicación sobre los asuntos de la gestión municipal, a través del mismo se transmiten los trabajos realizados por las autoridades e información de la municipalidad. Este canal figuró en las noticias nacionales debido a la polémica que generó el despido masivo de todos los trabajadores municipales por el alcalde entrante Aníbal Alvizures en 2016, lo cual hizo a través de un anuncio transmitido en el mencionado canal.

### Transporte público
La ruta principal
En Fraijanes existe una ruta principal de autobuses, son autobuses extraurbanos los que prestan el servicio, por “Fraijanes Unidos”, estos autobuses recorren desde los Verdes, la cabecera municipal hasta llegar a la ciudad de Guatemala, utilizando la Carretera al Salvador.  Existen varias unidades que prestan el servicio desde las 3 de la madrugada hasta aproximadamente las 10 de la noche.

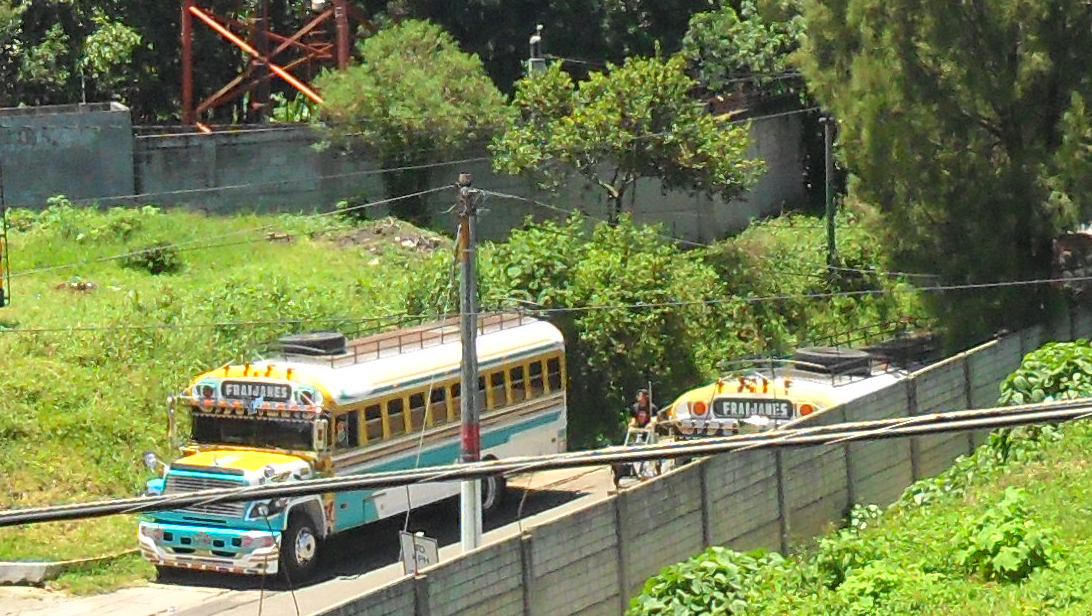
Autobús de Fraijanes

Las unidades de transporte se identifican por el constante uso de los colores amarillos, verdes y blancos, dándoles un aspecto similar al que tiene la bandera del municipio.  En su interior se encuentra compuesto por varios sillones (aproximadamente 22) con capacidad para dos personas cada uno.
El costo del servicio varía de acuerdo a la distancia a la que se dirijan los pasajeros, sin un método automático para determinarlo, los auxiliares del chófer del autobús determinan el costo según la práctica que adquieren con el tiempo, para dirigirse al área de Don Justo y Canchón el costo del pasaje ronda los 3 a 4 quetzales, y para llegar a la cabecera municipal y lugares cercanos es de entre 5 y 6 quetzales.
El servicio es utilizado de manera casi exclusiva por la clase pobre y media del municipio; sin embargo, también es utilizada por los poblados ajenos al municipio por la ruta a El Salvador, por ejemplo: puerta Parada.
Los horarios que tienen mayor conflictividad para el uso del servicio son entre las 5am y las 8am, debido a la gran cantidad de trabajadores que utilizan el bus, con facilidad se pueden apreciar personas que van en las escalerillas del autobús o colgando en las puertas pues la cantidad de personas es mucha. En el horario nocturno también se complica aún más la situación debido a la gran cantidad de trabajadores que regresan generalmente de la capital de la República hacia sus casas, por lo que la situación se repite.  Un viaje por el horario matutino desde la cabecera municipal hacia la capital de la república, en la terminal de la zona 4 puede llevar un tiempo de aproximadamente una hora con treinta minutos, y en el periodo nocturno llega a las dos horas de viaje. 
La situación de trasladarse hacia la capital se ha complicado debido a la gran expansión urbanística que está sucediendo en el municipio. En los principios de los años 2000, el tráfico no eran pesado como lo ha sido en esta última década, en aquellos años cuando se observaban filas de vehículos era común ver a los usuarios preocupados porque era muy probable que el tráfico fuese generado por un accidente, hoy en día es algo normal las filas de vehículos sin que exista razón aparente de su causa.
Otras Rutas:
En el municipio también funcionan otras rutas de transporte extraurbano que de poblados de Fraijanes conducen a la ciudad capital de la República, tal es el caso de la ruta que cubre de la terminal de la zona 4 hasta Diéguez y Pavón; esta ruta también se conduce por la Carretera a El Salvador pero contrario a la ruta principal de buses que se desvían de la carretera al Salvador en el km 18,5, esta ruta lo hace en el km 16,5. Existen pocas unidades de estos autobuses por lo que solamente es posible abordarlos unas pocas veces al día, y las personas de esos poblados deben utilizar transporte de microbuses.
Microbuses
A los poblados a los que no llegan las rutas de buses extraurbanas es posible utilizar transporte alterno que prestan microbuses con mucha menor capacidad de pasajeros, tal es el caso de la ruta a Pavón y Diéguez, en que es más conveniente el uso de estos debido a la poca presencia de buses extraurbanos.

## Deporte
En el municipio de Fraijanes se practican varios deportes, lo cual depende tanto del lugar como de la clase social; uno de los deportes más populares es el fútbol, y en menor medida el baloncesto.  Existen varias instalaciones deportivas para la práctica de estos deportes, entre ellos destaca el Estadio Municipal «Julio Martínez», el polideportivo «Puerta del Señor», el polideportivo «Aldea El Cerrito», el polideportivo del proyecto «El Ensueño» y polideportivo «Lo de Diéguez», entre otros.
| Deporte                          | Descripción | Eventos |
| -------------------------------- | --- | --- |
| Ciclismo                         | Deporte muy común, sobre todo entre la clase social alta, aunque bastante peligroso debido a la gran cantidad de vehículos que circulan en las carreteras, muchos de los cuales lo hacen a altas velocidades o con conductores ebrios. | Recientemente ha habido accidentes fatales. El 12 de diciembre de 2015, murió atropellado el campeón de la Asociación Master de Ciclismo, Juan Pablo Gularte de 43 años de edad, hermano de otro reconocido ciclista guatemalteco: Alejandro Piccolo Gularte Castañeda. Gularte fue atropellado por un vehículo cuyo conductor se encontraba en estado de ebriedad; a raíz de su muerte, se ha promovido el respeto para los ciclitas en las carreteras del sector, con la campaña “JP4EVER”, instalando una bicicleta blanca por parte del Movimiento Bicicletas Blancas de Guatemala, en el lugar cercano al accidente. Por otra parte, Walter Alberto Urías Pérez, de 19 años de edad, murió cuando fue atropellado junto a su hermano en el km 21 de la carretera a El Salvador, cerca de la entrada de la carretera que conduce a la cabecera de Fraijanes. |
| Squash                           | Se trata de un deporte que es practicado casi de forma exclusiva por la clase alta de los habitantes, debido principalmente a que requiere de infraestructura especializada y utensilios deportivos costosos.[cita requerida] Uno de los lugares más importantes para su práctica se ubica en la aldea el Canchón, en un club deportivo privado, cuyo acceso se encuentra sobre el km 18.5 de la Carretera a El Salvador, sobre el camino que conduce a la Colonia San Antonio.[cita requerida] | A pesar de no ser tan popular como otros deportes que se practican en el municipio, han existido eventos destacados, como el XX Torneo Panamericano de Squash 2010, evento clasificatorio para los Juegos Panamericanos de 2011, que fue coordinado por la Asociación Nacional de Squash de Guatemala. Por otra parte, desde 2007 se realiza en mayo un torneo internacional reconocido por PSA (Professional Squash Association), que otorga puntos para el ranking mundial a sus participantes, además de otorgar una bolsa de premios que va desde los 25 mil hasta los 50 mil dólares. |
| Olimpiadas escolares municipales | La primera de ellas fue la edición del año 2002. Evento que fue repetido dos años más tarde, con la celebración de las segundas olimpiadas escolares municipales. En ambas ediciones con la participación de gran cantidad de centros educativos, que reunieron a más de 2 mil 600 jóvenes de más de 34 escuelas y centros educativos. Dichos eventos se desarrollaron durante una semana, en la cual también se llevaron a cabo otras actividades culturales como desfiles de bandas escolares, fuegos artificiales, interpretaciones musicales, entre otras. Tuvieron una buena organización, pues las delegaciones escolares se iban presentando acompañadas de una bandera y otras prendas distintivas, de forma similar a lo que se hace en los juegos olímpicos. | Las competencias deportivas incluyen una gran variedad de deportes como el fútbol, atletismo, basquetbol, ciclismo, marcha, entre otros. |
| Atletismo de Ruta                | En el municipio es muy popular caminar o correr en las calles, sobre todo por las mañanas y los fines de semana. | Competencias o actividades deportivas promovidas por organizaciones públicas y privadas para financiar alguna causa social de asistencia. |

### Equipo municipal de fútbol "Deportivo Fraijanes"
Fraijanes cuenta con un equipo de fútbol, el «Deportivo Fraijanes», que juega en la segunda división del fútbol guatemalteco; fue inscrito en el Registro de Personas Jurídicas del Ministerio de Gobernación con nombre el nombre «Asociación Club Social y Deportivo Fraijanes» el 26 de octubre de 2010.  El estadio oficial del equipo es el Estadio Municipal J«ulio Martínez».
El equipo cuenta con una porra de aficionados bastante fieles, que le sigue a los lugares en donde tenga encuentros deportivos; esta porra se denomina «La Ultra Cafetalera», otra referencia a la importancia cultural del grano de café en el municipio.

## Salud
De acuerdo con el plan de desarrollo municipal elaborado por la Secretaria de Planificación y Programación de la Presidencia de la República, en Fraijanes existen varios puestos de salud, además se cuenta con una clínica del Instituto Guatemalteco de Seguridad Social. Concretamente, se establece que existe un centro de salud, cuatro puestos y cinco centros de convergencia o centros comunitarios.

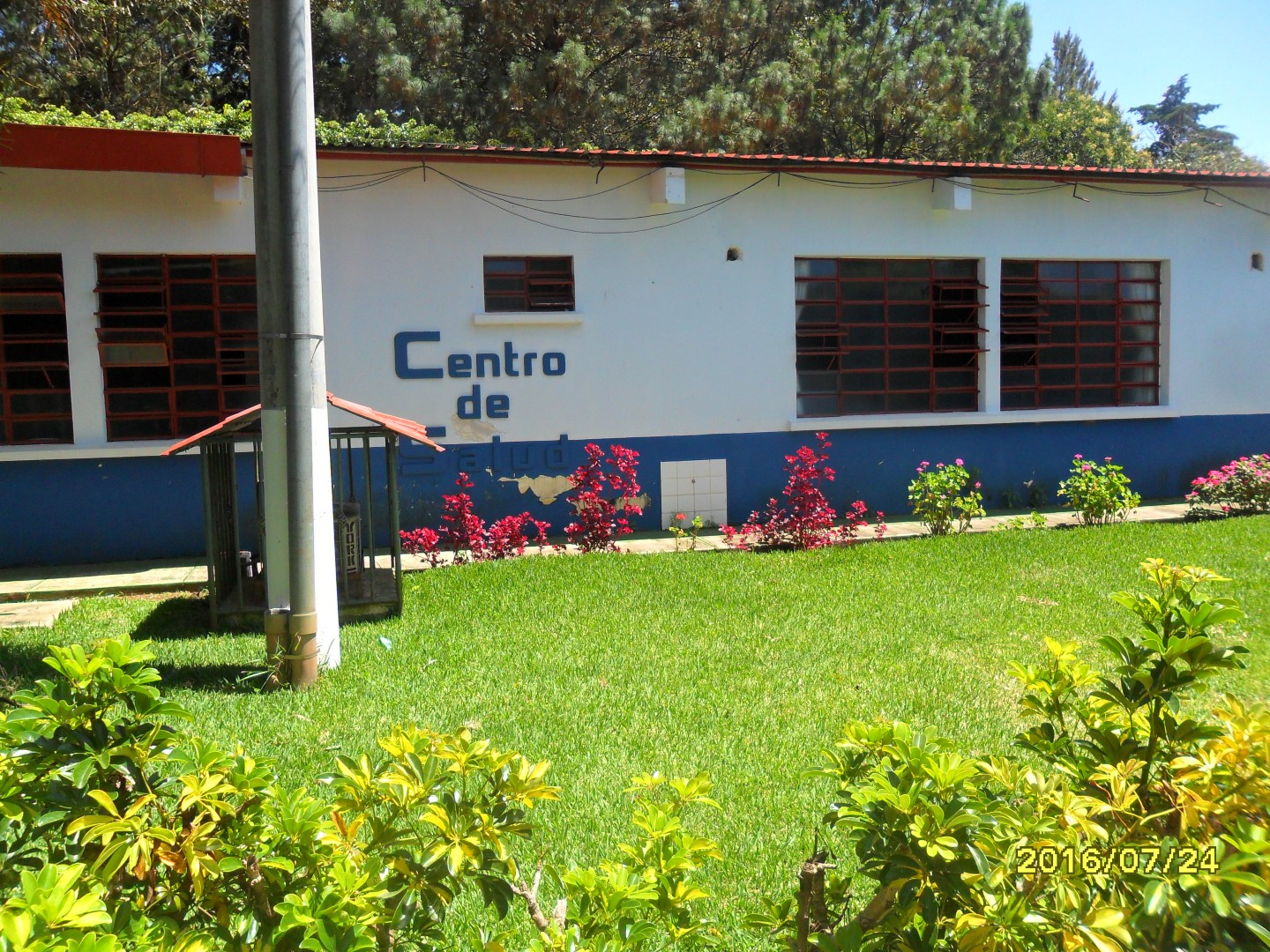
Centro de salud El Hospitalito

El centro de salud, se encuentra dentro del proyecto El Ensueño, fue construido durante el periodo de gobierno 2000-2004, es el centro de salud más grande del municipio, el cual atiende las 24 horas del día, a pesar de ser un centro de salud cuenta con varios servicios médicos, incluyendo ambulancia, servicios de odontología, ginecología, entre otros. La municipalidad subsidia gran parte de los gastos de dicho centro. Fue nombrado como “El Hospitalito” y de esa manera es como se conoce popularmente.
También se determina en dicho plan que para el 2006, se invirtió por parte del gobierno municipal un 4.5% de su presupuesto asignado.
De acuerdo a un censo realizado por el Ministerio de educación y la Secretaria Presidencial de Seguridad Alimentaria, el municipio de Fraijanes se encuentra en la categoría de moderado en lo cuanto a desnutrición. Detalla a su vez SEGEPLAN, que en el municipio no será difícil alcanzar las metas de los Objetivos para el Desarrollo del Milenio, en cuanto a desnutrición puesto que no se detectó una alta vulnerabilidad.
En el municipio también es posible contratar servicios médicos privados, ya que varios profesionales de la medicina tienen clínicas privadas, las cuales se encuentran tanto en la cabecera municipal como en los centros más urbanizados como lo es Pavón, Lo de Diéguez, entre otros. Así también, es posible contratar servicios de laboratorios médicos, siendo uno de los más grandes el ubicado en el km 19 de la carretera a El Salvador.
Algunos puestos de salud se encuentran en: El Chocolate, Colonia Pavón, Aldea Lo de Diéguez, Los Verdes, entre otros. Establece el informe de SEGEPLAN que en el municipio también se atiende a personas de comunidades vecinas de Santa Catarina Pínula, San José Pínula y Santa Rosa.

## Educación

### Educación pública
La educación en el municipio es impartida por instituciones públicas y privadas.  Existen escuelas oficiales del Ministerio de Educación, entre las que destacan la Escuela Rural Mixta N.º 818, ubicada en la aldea Don Justo, y la Escuela Rural Mixta ubicada en la aldea Canchón, entre otras. La mayoría de escuelas públicas se concentra en la cabecera municipal.

También funcionan en el municipio los llamados «Institutos por Cooperativa», que se encargan de impartir educación del nivel básico y que comprende desde primero a tercero básico; estos años escolares se cursan al concluir el nivel primario y constituyen el requisito previo para acceder a la llamada educación de nivel medio, en donde se estudia bachillerato en Ciencias y Letras, bachillerato en Magisterio, y Perito Contador, entre otras. A pesar de esto, hasta la década de 2010 era común que la mayor parte de la población en edad para cursar la educación de nivel medio viajara a la Ciudad de Guatemala para inscribirse en colegios privados y obtener su titulación de nivel medio, ya que hasta esa década empezaron a fundarse los colegios o instituciones que prestan el servicio en el municipio.
En el municipio funcionan 11 establecimientos del IGER (Instituto Guatemalteco de Educación Radiofónica) para primaria, básicos y bachillerato por madurez; 7 escuelas de nivel pre primaria, 21 escuelas de primaria, 6 institutos de nivel básico y un instituto de nivel diversificado.

#### Estadísticas[18]
De acuerdo a lo publicado en el Plan de Desarrollo Municipal, la deserción escolar tiene un porcentaje de 3.38% para el nivel primario, 3.73% para el nivel secundario y de 2.48% para el nivel de diversificado.
El índice de analfabetismo en el municipio, para el año 2002, era de 17.7%.
De acuerdo con la mencionada publicación, el municipio posee una tasa de escolaridad de 94.11% para el nivel primario, 36.32% para el nivel secundario y 15.3% para el nivel de diversificado.

#### Educación técnica municipal[82]
En el municipio se imparten diversos cursos técnicos financiados y desarrollados a nivel local por las autoridades municipales, a través de la Oficina Municipal de la Mujer y la Oficina de Asuntos Sociales de la Esposa del Alcalde (SOSEA), estos están dirigidos principalmente a las mujeres jóvenes y adultas. El objetivo de dichas capacitaciones es dotar a las mujeres de clase baja de conocimientos para que puedan mejorar su situación económica.
Se imparten en la Escuela de Capacitación María Antonia Álvarez de Meda. Algunos de estos cursos son: corte y confección, repostería, bisutería, estética y belleza, cocina, etc.
Dicha escuela o centro de capacitación es muy importante para el municipio por su labor social, y además, porque es una institución histórica dado que fue en 1993 cuando fue creado y ha sido mantenido en funcionamiento por más de 23 años. Busca entre otras cosas, evitar la dependencia económica de la vecinas, mejorar las condiciones de vida de las familias y empoderar a las mujeres del municipio, sobre todo a aquellas de bajos recursos económicos.

### Educación privada
A partir del auge urbanístico y comercial propiciado por la migración de familias provenientes de otros municipios del departamento de Guatemala comenzó a incrementarse rápidamente la instalación de colegios que brindan educación privada en el municipio. La mayoría de los colegios privados que operan en el municipio son instituciones de muy alto nivel académico debido a que, en su mayoría, las familias que inmigraron al municipio a principios del siglo XXI son de clase media y alta. Por su parte, la población originaria del municipio, conformada en su mayoría por personas de un nivel económico menor, seguían viajando a estudiar a la Ciudad de Guatemala hasta mediados de la década de 2010, pues los costos de las instituciones de educación privada que operan en el municipio exceden su capacidad de pago.   Entre las instituciones privadas que trasladaron sus instalaciones al municipio se encuentra el Colegio Julio Verne, que es una institución franco-guatemalteca.
En 2014 comenzó sus operaciones en el municipio la Universidad del Istmo de Guatemala (UNIS), de carácter privado. La universidad pública es la Universidad de San Carlos de Guatemala, pero esta no tiene sede en el municipio y los que estudian en ella tienen que viajar al Campus Central en la zona 12 de la Ciudad de Guatemala, o al Centro Universitario Metropolitano, en la zona 11.
En el Municipio funcionan otras dos universidades, en el Complejo Educativo Marco Tulio Meda Mendoza, operan delegaciones de la Universidad Galileo y Universidad Panamericana, las cuales imparten clases para ciertas profesiones durante algunos días por semanas, ambas son instituciones educativas de carácter privado.